# Aliénor d'Aquitaine
Pour les articles homonymes, voir Aliénor.
Aliénor d'Aquitaine, aussi connue sous le nom d'Éléonore d'Aquitaine ou d'Éléonore de Guyenne, née vers 1124, et morte à Poitiers le 31 mars ou le 1er avril 1204, a été tour à tour reine de France, puis reine d'Angleterre.
Duchesse d'Aquitaine et comtesse de Poitiers à partir du 9 avril 1137, elle épouse le 25 juillet suivant à Bordeaux l'héritier du royaume de France, qui devient le roi Louis VII le 1er août 1137. Reine de France pendant quinze ans, elle joue un rôle politique notable et participe avec son époux à la deuxième croisade (1147-1149). Mais plusieurs différends aboutissent à l'annulation de leur mariage en 1152.
Elle épouse la même année le duc Henri Plantagenêt, couronné roi d'Angleterre en 1154 sous le nom de Henri II, qui devient ainsi détenteur de deux fiefs français importants, en plus de ceux de la maison Plantagenêt et du duché de Normandie. Elle est retenue captive pendant quinze ans par son second mari, après la révolte de 1173.
Devenue veuve en 1189, elle déploie jusqu'à sa mort, à plus de quatre-vingts ans, une activité inlassable pour maintenir la cohésion de l'Empire Plantagenêt, pour ses fils Richard Cœur de Lion et Jean sans Terre.
À la cour fastueuse qu'elle tient en Aquitaine, elle favorise l'expression poétique des troubadours en langue d'oc.

## L'héritière d'Aquitaine

### Origines familiales
L'année de naissance d'Aliénor (circa 1124,,,,,) n'est pas connue avec certitude ; 1124 est cependant généralement retenu désormais par les médiévistes. Le Fragment généalogique des ducs de Normandie et des rois d'Angleterre, rédigé vers 1300 au monastère Saint-Martial de Limoges, indique explicitement qu'elle a treize ans au moment du décès de son père, en 1137. Cet âge au moment de son mariage, la même année, respecte le droit canonique médiéval qui fixe à douze ans la majorité et l'âge légal du mariage pour les filles,,,,.
Son lieu de naissance a longtemps fait l'objet de spéculations : les historiens hésitaient entre le palais des ducs d'Aquitaine à Poitiers, le palais de l'Ombrière à Bordeaux ou encore le château de Belin (actuelle commune de Belin-Béliet, dans le sud de la Gironde). Toutefois, selon le médiéviste Martin Aurell, elle a vraisemblablement vu le jour à Poitiers, « son foyer natal ». Ce témoignage de Wace, qui a côtoyé la reine à la cour de Normandie, est considéré comme « explicite et solide », et relègue au rang de tradition locale les trois autres lieux communément avancés « sans fondement documentaire aucun », si l'on y ajoute l'abbaye Saint-Vincent de Nieul-sur-l'Autise,.
Elle est la fille aînée de Guillaume X (1099-1137), duc d'Aquitaine et comte de Poitiers, fils de Guillaume IX d'Aquitaine (1071-1126) et de Philippa (Felipa) de Toulouse. Sa mère est Aénor de Châtellerault (vers 1103-1130), fille du vicomte Aimery Ier de Châtellerault, un des vassaux de Guillaume X, et de Dangereuse de L'Isle Bouchard, maîtresse en titre de Guillaume IX d'Aquitaine,.
Selon la chronique de Geoffroy de Vigeois (mort en 1184), elle est appelée Aliénor, « pour ainsi dire une autre Aénor » (quasi alia Aenor),. Aliénor porte le nom de sa mère, avec de nombreuses graphies et variantes (Alienordis, Alienors, Alyenor, Alienora et Alienor, principalement, mais aussi Aanor, Agenordis, Aienordis, Aenordis, Helienordis...), comme souvent au Moyen Âge, où l'orthographe des noms n'est pas fixée. C'est un nom de tradition onomastique dans leur lignée maternelle (maisons de l'Isle-Bouchard,Thouars et Châtellerault),.
Elle devient héritière présomptive du duché d'Aquitaine à la mort de son frère Guillaume Aigret en 1130, année où elle perd également sa mère,,. Elle a aussi une sœur cadette, Pétronille (ou Alix).

### Formation
S'exprimant naturellement en langue d'oc, elle comprend très certainement la langue d'oïl (c'est-à-dire l'ancien français), les deux langues étant parlées à la cour de Poitiers. Qui plus est sa langue maternelle est le poitevin-saintongeais, langue de transition entre l'oïl du nord de la Loire et l'oc du Massif central et du sud de la Garonne.
Elle reçoit l'éducation soignée d'une jeune fille noble de son époque à la cour d'Aquitaine, une des plus raffinées au XIIe siècle, lieu d'origine de l'amour courtois (la fin'amor) et centre de rayonnement de la langue d'oc, dans les différentes résidences ducales. Aliénor est peut-être aussi éduquée à l'abbaye de Fontevraud.
Elle apprend le latin, sous la houlette des chapelains de la maison ducale, la musique et la littérature, ainsi que l'équitation et la chasse. Matthieu Paris, au milieu du XIIIe siècle, nous éclaire sur l'éducation lettrée poussée qu'Aliénor reçoit en compagnie de jeunes garçons, futurs clercs ou fils de la haute noblesse. Elle aurait offert à l'un de ses camarades d'étude, Richard Animal, un anneau d'or orné d'un saphir. Le chroniqueur rapporte avoir vu cet anneau dans le trésor de son monastère de  Saint-Albans,.

### Duchesse d'Aquitaine (avril 1137).
Le père d'Aliénor, Guillaume X d'Aquitaine, meurt à 38 ans, le 9 avril 1137 (un Vendredi saint), au cours d'un pèlerinage vers Saint-Jacques-de-Compostelle.
Un second mariage, ou de simples fiançailles de Guillaume avec Emma de Limoges, veuve de Bardon de Cognac, contractés en 1136, ne lui ont pas permis d'obtenir l'héritier mâle tant espéré. Emma est enlevée et épousée par Guillaume VI Taillefer, pendant l'absence du duc, parti en pèlerinage.
Avant de partir vers l'Espagne, Guillaume a confié la garde de ses filles à l'archevêque de Bordeaux, Geoffroi de Lauroux. Ce sont les émissaires de ce dernier qui apportent la nouvelle de la mort de Guillaume au roi de France, alors à Béthisy, vers la fin du mois de mai 1137, ainsi qu'une proposition de mariage avec la jeune duchesse . Il paraît très surprenant, aux yeux des médiévistes, qu'Aliénor, à treize ans, ne soit pas déjà « promise ». En effet, dans les familles princières et la haute aristocratie, les enfants, et particulièrement les filles, sont mariés ou tout du moins fiancés bien avant douze ans, et parfois même à un très jeune âge, afin de satisfaire à des desseins politiques. Or le duché fait face à un avenir incertain,.

## Le mariage avec Louis le Jeune (juillet 1137)
Le dimanche 25 juillet 1137,,, Aliénor épouse Louis le Jeune, le deuxième fils et héritier du roi de France Louis VI le Gros, « en présence des hauts barons de la Gascogne, de la Saintonge et du Poitou ». Louis le Jeune a été sacré et couronné à Reims par le pape Innocent II, en octobre 1131, à la suite de la mort accidentelle de son frère aîné, Philippe, peu de temps auparavant,,.

### Raisons du mariage
Deux versions existent sur les origines de ce mariage : 
- craignant que sa fille soit enlevée et épousée par un de ses vassaux ou un de ses voisins, le duc Guillaume aurait proposé avant de mourir à son suzerain le roi de France d'unir leurs héritiers[50],[51] ;
- le roi aurait fait jouer le droit de tutelle du suzerain sur l'héritière orpheline d'un de ses vassaux, et l'aurait mariée à son fils[52].

Guillaume X d'Aquitaine a vraisemblablement pris ses dispositions avant d'entreprendre son pèlerinage. Il existe un texte, dont l'authenticité est contestée, reproduisant le « supposé testament de Guillaume » : « Je place mes deux filles sous la protection du roi, mon seigneur. Je la (l'aînée) lui donne pour qu'il la marie, si mes barons y consentent, et je lui lègue en héritage le Poitou et l'Aquitaine ». Le témoignage de Suger paraît, lui, indiscutable bien qu'orienté : « ..., mais qu'avant son départ et même en cours de route, à l'approche de la mort, il avait pris le parti de lui confier, pour qu'il la marie, sa fille, une très noble demoiselle nommée Aliénor (« … filiam nobilissimam puellam nomine Aanor desponsandam… »), et de lui remettre toute sa terre pour la tenir en garde ».

### Les cérémonies et le voyage vers Paris

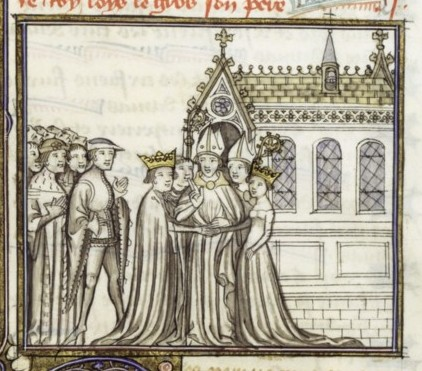
Mariage de Louis le Jeune et d'Aliénor, miniature de Perrin Remiet dans les Grandes Chroniques de France, BNF, Fr.2606.

D'après la Chronique de Saint-Maixent, peu avant la cérémonie, Aliénor est ointe des saintes huiles, c'est-à-dire sacrée, en tant que future reine de France. Le mariage a lieu dans la cathédrale Saint-André de Bordeaux. Il est célébré par l'archevêque Geoffroy du Lauroux, en la fête de l'apôtre saint Jacques, date choisie en mémoire du père de la mariée. Suger, qui a accompagné Louis, précise qu'Aliénor est couronnée par son époux à l'occasion de ces noces ,. Le soir du 25 juillet, à peine les festivités terminées, le couple entame son voyage vers Paris, et se hâte vers Poitiers, car le roi, atteint de dysenterie, est mourant.
Quelques jours plus tard, Aliénor et Louis sont accueillis au château de Taillebourg, chez Geoffroy de Rancon, où selon le chroniqueur de Tours, ils passent leur première nuit ensemble, après un répit dévot de trois jours, dans la chambre nuptiale préparée à leur intention,. Selon Geoffroy de Vigeois, toutefois, « l'on raconte qu'ils dormirent ensemble pour la première fois à Saintes ».
Le 8 août 1137, ils sont couronnés duc et duchesse d'Aquitaine et comtes de Poitou, à Poitiers dans la cathédrale Saint-Pierre,,,.
Ils apprennent ce même jour, à Poitiers, la mort du roi Louis VI, survenue le 1er août. Louis devient donc le roi Louis VII.

### LouisVIIet le duché d'Aquitaine
Par son mariage, Louis VII devient duc d'Aquitaine, mais le duché n'est pas rattaché au domaine royal : Aliénor en reste la première détentrice. Il s'agit d'une union personnelle. Aliénor, selon les dispositions prévues, demeure duchesse en titre de ses terres héréditaires. Si la Chronique de Morigny stipule qu'Aliénor conserve son héritage et que « tous les deux devaient jouir ensemble (ambo) de la terre selon la coutume », la Chronique de Saint-Maixent, en revanche, évoque un rôle plus important de Louis en Aquitaine : « En prenant pour femme la fille aînée, Louis obtint la domination sur sa terre ...qu'il parcourût avec tout son cortège pour y nommer des prévôts ».
Louis n'adopte que le titre de duc d'Aquitaine, qu'il ajoute sur son sceau, mais non pas ceux de comte de Poitou ou duc de Gascogne. Le duché de sa femme bien que sous administration capétienne préserve son identité distincte et ses propres institutions, et n'est pas « absorbé dans les terres de la couronne française ». Mais Louis « par son mariage, cependant, gouverne et agit en duc dans les terres de son épouse », qui « n'est encore qu'une fillette de treize ans ».

## La reine de France

### Aliénor et la cour de France
Aliénor est couronnée reine de France le jour de Noël 1137 à Bourges,,. Louis a déjà été sacré et couronné du vivant de son père, à Reims, le 25 octobre 1131,,, mais il est à nouveau couronné, sous le nom de Louis VII.
Très belle, perpulchra selon le chroniqueur Lambert de Wattrelos, ayant un esprit libre et enjoué, Aliénor n'est pas appréciée à la cour de France. Elle apporte dans sa suite le parler et les modes vestimentaires du Midi, connus pour être plus hardis voire extravagants. Aliénor tente d'animer le palais un peu sévère de l'île de la Cité. Elle fait travailler les ateliers de tapisseries de Bourges et s'empresse de faire venir des troubadours qui ne sont pas toujours du goût de son mari : Marcabru est renvoyé de la cour pour avoir chanté son amour pour la reine. Les historiens évoquent un véritable « choc des cultures », entre le nord clérical et érudit et le sud laïque et même profane. Aliénor est regardée comme une intruse par la parenté de son mari, épiée sans cesse et calomniée, en raison de manières qui surprennent. L'influence unique d'une reine dans la sphère publique, à travers l'intimité qui la lie à son royal époux, représente une menace pour les conseillers du roi. Les rumeurs calomnieuses sont un moyen de ternir sa réputation et de limiter ainsi son influence. Mais pour certains historiens l'influence d'Aliénor est difficile à démontrer.

### Interventions politiques de la reine
Durant les premières années de règne du jeune couple, Louis tente d'affirmer son autorité sur le duché d'Aquitaine. Toutes les expéditions militaires qu'il entreprend concernent les domaines de sa femme. Louis agit en véritable maître en Aquitaine,. Le pouvoir d'Aliénor s'exerce de manière indirecte.
- après la constitution de Poitiers en commune, en 1138[81], la ville est prise sans effusion de sang par Louis VII, qui exige que les principaux habitants lui livrent leurs enfants en otage[82] ; l'abbé Suger intervient pour le faire renoncer ;
- à la suite de cette intervention de Suger dans les domaines d'Aliénor (ici : le comté de Poitiers), il semble mis à l'écart, ou tout du moins son influence pacificatrice diminue[78] ;

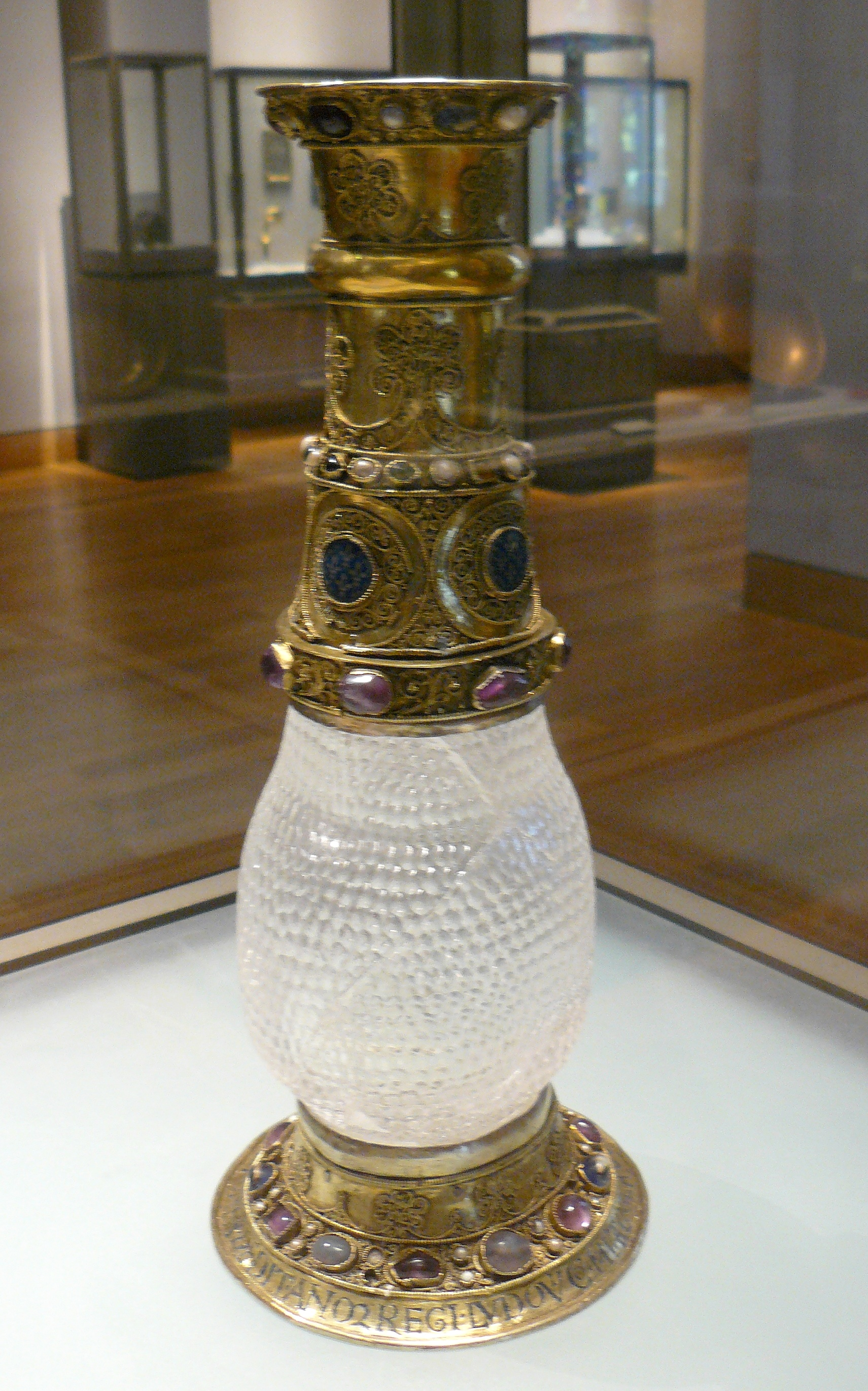
Vase de cristal d'Aliénor, musée du Louvre.

- Louis VII châtie fermement la félonie et la rébellion de Guillaume de Lezay[83],[84] qui, à son avènement, a refusé l'hommage et a dérobé les gerfauts (faucons blancs) de la réserve de chasse des ducs d'Aquitaine[85] ;
- par une expédition militaire, au printemps 1141, Louis tente de revendiquer le comté de Toulouse, pour faire valoir les droits qu'Aliénor tient de sa grand-mère Philippe de Toulouse. Cette revendication est un échec et Louis doit se contenter de recevoir l'hommage d'Alphonse Jourdain[78]. Pour le remercier[85], Aliénor aurait offert à son époux un vase taillé dans un cristal de roche[86],[87], donné en 1120 à son grand-père, Guillaume IX, par le roi taïfa de Saragosse Imâd al-Dawla[88]. Ce vase (ill. ci-contre), qui est plus vraisemblablement un présent de mariage d'Aliénor à Louis[89], est visible encore aujourd'hui au musée du Louvre.
- Aliénor pousse le roi à faire dissoudre le mariage de Raoul de Vermandois, afin que sa sœur Pétronille d'Aquitaine puisse l'épouser, ce qui envenime un conflit déjà existant avec le comte de Champagne, Thibaud de Blois, oncle[90],[91],[92],[93] de l'épouse délaissée. Ce mariage de Pétronille avec le cousin du roi permet cependant de conserver le duché d'Aquitaine dans l'entourage royal, en cas de décès sans descendance d'Aliénor[90],[94], en prévenant un mariage avec un seigneur aquitain qui aurait pu revendiquer l'héritage de Guillaume X d'Aquitaine[84].

Au cours de ce conflit avec Thibaud de Blois-Champagne, chez qui s'est réfugié Pierre de la Châtre candidat du pape à l'évêché de Bourges, en janvier 1143, la ville de Vitry-en-Perthois est prise. L'armée du roi écrase la milice populaire, les maisons sont incendiées, et le feu se propage à l'église voisine dans laquelle se sont réfugiés plus de mille cinq cents habitants. Selon certains chroniqueurs, Louis est  marqué par le drame de Vitry-en-Perthois. Mais surtout, en conséquence du conflit qui l'oppose à Bernard de Clairvaux et au pape Innocent II, au sujet de cette nomination au siège de l'évêché de Bourges, Louis VII va devoir se parjurer pour échapper à son excommunication et à l'interdit jeté sur le royaume par le pape  .
Le 11 juin 1144, à l'occasion de la consécration du chœur de la nouvelle abbatiale de Saint-Denis, Aliénor obtient un entretien privé avec Bernard de Clairvaux. La reine a vingt ans et demeure stérile au bout de sept ans de mariage, malgré une fausse-couche au tout début de son union avec Louis. L'infertilité apparente d'Aliénor est sans doute imputable à la piété de son mari, qui respecte scrupuleusement les prescriptions de l'Église concernant les rapports conjugaux. Selon Geoffroy d'Auxerre, Bernard demande alors à Aliénor de donner de meilleurs conseils à son mari afin d'apaiser les conflits, et lui promet un enfant si elle agit dans ce sens : « Recherche avec sollicitude la paix et moi, confiant en la miséricorde divine, je te promets que tu enfanteras. »  La paix revient entre le roi et le comte de Champagne. Louis VII accepte de reconnaître, malgré son serment solennel, Pierre de la Châtre comme archevêque de Bourges. L'excommunication de Louis VII  et l'interdit sur le royaume sont levés par le nouveau pape, Célestin II. La première fille du couple, Marie, naît l'année suivante.
Durant la période 1137-1152, on connait vingt chartes d'Aliénor, mais toutes émises durant les dix premières années du règne. Après la croisade, l'activité politique d'Aliénor semble « mise en sommeil », indiquant une fracture dans le couple. La nature et l'étendue du pouvoir d'Aliénor sont plus évidentes dans ses domaines personnels. Mais l'analyse des actes conjoints montre une assez faible implication de la reine dans le gouvernement de l'Aquitaine, elle était là pour légitimer les actes, y apposant son propre sceau de duchesse.

### Descendance d'Aliénor et Louis
Deux filles naissent du mariage avec Louis VII :
- Marie (1145 – 11 mars 1198), qui épouse en 1164 Henri Ier, comte de Champagne, dit « Le Libéral », et deviendra régente du comté de Champagne de 1190 à 1197 ;
- Alix (1150- c.1197)[101],[102], qui épouse en 1164 Thibaud V de Blois dit « Le Bon » (1129-1191), comte de Blois de 1152 à 1191.

## De la deuxième croisade (1146-1149) à l’annulation du mariage (1152)

### Origines de la deuxième croisade
La première croisade (1099) a permis aux croisés d'établir en Terre sainte et Syrie quatre États : le royaume de Jérusalem, le comté de Tripoli, la principauté d'Antioche, dirigée depuis 1136 par Raymond de Poitiers, oncle paternel d'Aliénor, et le comté d'Édesse.
En 1144, l'atabeg seldjoukide de Mossoul, Zengi, réussit à s'emparer d'Édesse, puis de la plus grande partie de son comté, ce qui amène le pape Eugène III à appeler à une deuxième croisade. Louis VII prend l'initiative de cette croisade, lors de sa « cour couronnée » de Noël 1145 à Bourges, malgré les réticences de Suger (l'abbé de Saint-Denis). Bernard de Clairvaux et le pape le soutiennent par la suite, à sa demande. C'est la première fois qu'un roi participe à une croisade, et son épouse l'accompagne.

### Départ des époux pour la Terre sainte
Le 31 mars 1146, (jour de Pâques), Bernard de Clairvaux, prédicateur officiel de la croisade, prêche à Vézelay devant une foule immense, en présence de Louis VII et d'Aliénor, qui proposent immédiatement de prendre la croix. Suger est investi de la tutelle du royaume de France pendant l'absence du roi. Il doit être assisté par le sénéchal Raoul de Vermandois et par l'archevêque de Reims. Puis Bernard part prêcher la croisade dans le Saint-Empire, où l'empereur Conrad III va lui aussi se croiser.
Du 16 au 18 février 1147, le roi convoque à Étampes une assemblée des principaux croisés français afin de choisir l'itinéraire,,. Il y est décidé de suivre la croisade impériale de Conrad III à travers la Hongrie, l'empire byzantin et l'Anatolie, plutôt que d'embarquer sur les navires de Roger II de Sicile,. Le 8 juin 1147, jour de la Pentecôte, Louis VII reçoit l'oriflamme dans l'église abbatiale de Saint-Denis, en présence du pape Eugène III. Trois jours plus tard, le roi et la reine accompagnés de l'armée des croisés et d'une foule de pèlerins prennent la route de Constantinople par Metz et Worms,,.
La présence d'Aliénor dans l'expédition revêt un caractère politique, destiné à faciliter la participation militaire de plusieurs de ses vassaux, comme Gui de Thouars, Hugues VII de Lusignan, Saldebreuil de Sanzay, le connétable d'Aliénor et Geoffroy de Rancon, ainsi que la  contribution financière des églises et des bourgeois d'Aquitaine. Outre le fait qu'Aliénor ne lui a pas encore procuré d'héritier mâle, Louis ne tient peut-être pas non plus à laisser Aliénor en France car elle pourrait, en tant que régente disputer le pouvoir à Suger. Mais Aliénor et d'autres épouses de croisés de haut rang amènent avec elles des suites qui nécessitent un nombre extravagant de chariots. Ces trop nombreux chariots, selon les clercs et les hommes d'armes, ralentissent le convoi et représentent un danger en cas d'attaque. Il est probable que parmi les seigneurs de la suite du comte de Toulouse se trouve le prince de Blaye, Jaufré Rudel, chantre de « l'amour de loin ».
Lorsque les croisés français atteignent Constantinople, cinq mois plus tard, le 4 octobre 1147, les croisés de Conrad, auxquels Manuel Comnène a refusé l'entrée dans sa ville, ont déjà traversé le Bosphore sans les attendre comme convenu.
Les chroniqueurs décrivent l'émerveillement d'Aliénor devant le luxe oriental et la joie de la cour de Byzance. Elle découvre une vie moins austère, plus excitante que ne l'est la cour de Paris. Eudes de Deuil, secrétaire du roi et chapelain de la croisade, décrit la somptuosité des palais mais aussi les nombreux édifices religieux et les lieux saints que Louis visite aux côtés de l'empereur Manuel Comnène.

### Échecs militaires de l'expédition (1147-1148)
Louis et son armée demeurent à Constantinople jusqu'au 15 octobre 1147, attendant l'armée d'Amédée III de Savoie.
Les croisés français, trompés par les Byzantins qui leur font faussement croire à une victoire de Conrad sur les Turcs, quittent Constantinople pour en découdre à leur tour et entreprennent la traversée de l'Anatolie. Arrivés à Nicée, ils tombent sur Conrad et les débris de son armée, qui a battu en retraite, et sur les restes décomposés des croisés allemands.
Louis décide alors de prendre une route plus longue et plus sûre. Mais bientôt l'armée des croisés français est attaquée par les Turcs en Pisidie (bataille du Mont Cadmos), le 6 janvier 1148. En raison d'une désobéissance de l'avant-garde commandée par l'oncle du roi, Amédée de Savoie comte de Maurienne, et Geoffroy de Rancon, les troupes sont décimées et Louis échappe de peu à la mort, faisant preuve d'un très grand courage. On ne sait dans quel groupe se trouve Aliénor au moment de l'attaque ni comment elle échappe au massacre, car ni Eudes de Deuil ni Guillaume de Tyr ne la mentionnent. Le roi informe Suger que presque tous les barons ont péri en un jour.
Devant ces pertes énormes, Louis décide de se rendre au port d'Antalya et d'embarquer avec Aliénor et le reste de sa chevalerie. Mais les marins grecs exigent un prix exorbitant et les bateaux ne sont pas assez nombreux. Le reste des troupes est anéanti par la faim, la maladie et les attaques incessantes des Turcs,.
Arrivé à Antioche le 19 mars 1148, Louis VII est accueilli par Raymond de Poitiers, qui demande son aide pour une expédition vers Édesse, afin d'entreprendre les sièges d'Alep et de Hama, nécessaires pour dégager non seulement sa principauté mais tous les États francs. Mais Louis VII, contre toute attente, refuse. Il veut d'abord atteindre Jérusalem et effectuer son pèlerinage. La reconquête d'Édesse, dont la perte a déclenché la croisade, est pourtant le but de cette expédition. Selon Guillaume de Tyr, les projets de Raymond sont très clairs : « Raimond croyait pouvoir agrandir sa principauté à l'aide du roi des Francs ». Il est certain que la survie d'Antioche dépend de cet arrière-pays menacé par les Turcs de Nūr ad-Din ,.
Plus tard, tandis qu'Aliénor demeure à Jérusalem, Louis accepte de se joindre à Baudouin III de Jérusalem et à Conrad pour attaquer Damas. Arrivés devant Damas le 24 juillet 1148, les croisés doivent battre en retraite le 28 juillet, sous l'attaque des Turcs et des Arabes. Après cette défaite désastreuse l'armée de Louis se disperse. Le frère du roi, Robert de Dreux, rentre aussitôt en France.

### L'incident d'Antioche (mars-avril 1148) et la «légende noire» d'Aliénor

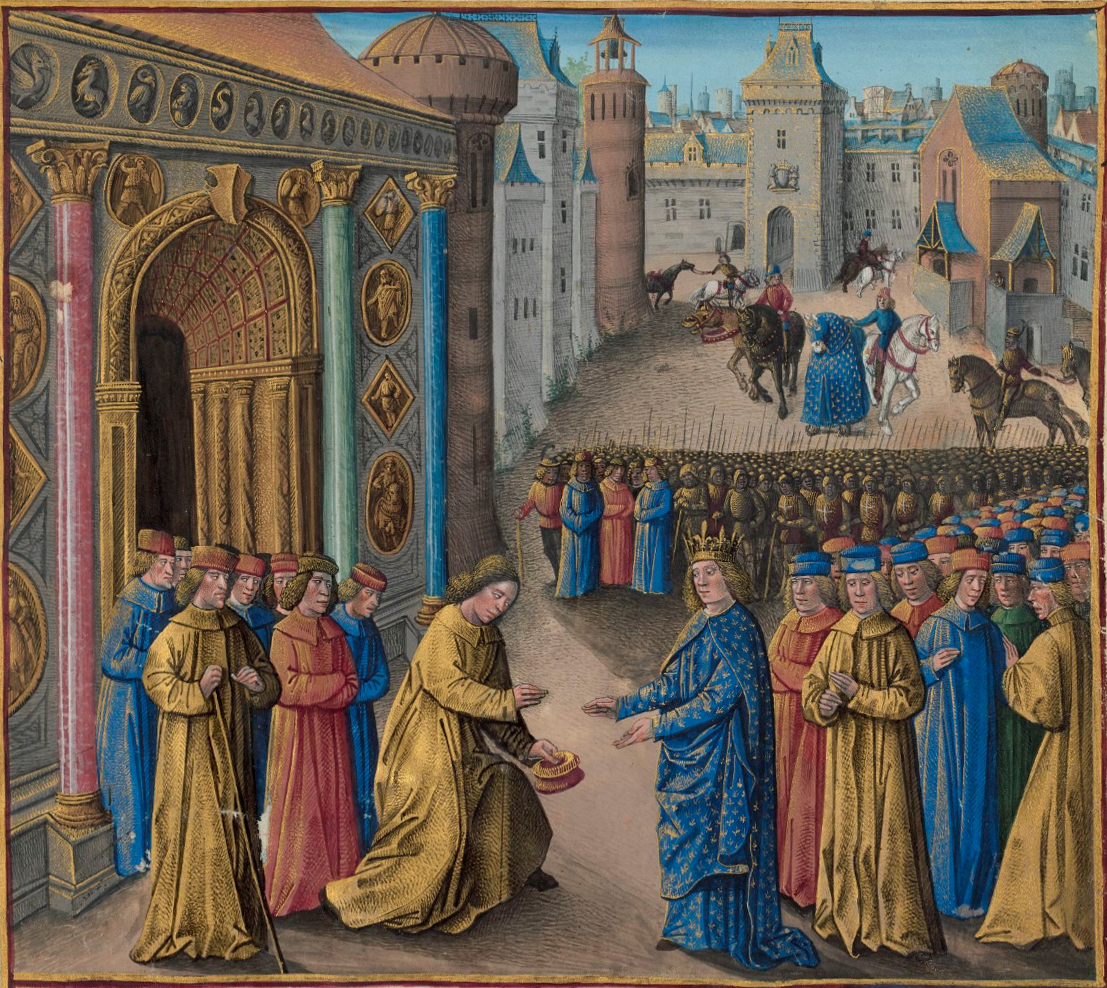
Raymond de Poitiers accueillant Louis VII à Antioche, d'après une enluminure de Jean Colombe pour Les Passages d'outremer de Sébastien Mamerot, vers 1473-1474.

Quand la croisade française repart d'Antioche vers Jérusalem, Louis VII emmène Aliénor sous la contrainte, à la suite d'un différend sérieux. Cet « incident » a conditionné l'image que les chroniqueurs ont voulu donner d'Aliénor et est probablement à l'origine de sa « légende noire ».
Les événements d'Antioche ont depuis neuf siècles suscité une abondante littérature : la supposée infidélité d'Aliénor, dont les historiens ne sont pas tous convaincus, a eu des conséquences politiques graves. Mais le récit qu'en font les chroniqueurs nous en apprend beaucoup sur les mentalités de l'époque,.

#### Les faits
Au début du printemps 1148, le 19 mars, la croisade s'arrête à Antioche : elle y est accueillie par Raymond de Poitiers, prince d'Antioche, (1115-1149) et oncle d'Aliénor.
La proximité naturelle entre Aliénor et son jeune oncle (les familiarités du prince envers la reine selon Jean de Salisbury), ainsi que leurs longs entretiens en langue d'oc, que Louis comprend mal, font naître des soupçons sur la nature de leurs relations. Raymond est de plus, au dire des chroniqueurs, « grand, mieux fait de corps et plus beau qu'aucun de ses contemporains », « ...un homme d'une conversation et d'une affabilité charmantes. », selon Guillaume de Tyr.
Aliénor soutient en outre la demande d'aide militaire de Raymond. Une dispute éclate entre Louis VII et Aliénor. Celle-ci menace alors de demeurer à Antioche avec ses propres vassaux, si on refuse le secours de la croisade à son oncle,.
Louis VII souhaite emmener son armée à Jérusalem, tandis qu'Aliénor refuse de le suivre. Elle veut mettre fin à leur mariage qui, dit-elle, doit être annulé pour cause de consanguinité. Jean de Salisbury indique plus tard que cette parenté était connue en France avant leur départ ; en effet, Barthélémy, évêque de Laon, en avait fait le calcul, mais on ne le savait pas avec certitude,. Une lettre de Bernard de Clairvaux de 1143 rend même Louis et Aliénor cousins au troisième degré. Louis est ébranlé et envisage de laisser Aliénor à Antioche.
Néanmoins, après un séjour de dix jours,,, Louis VII quitte Antioche de nuit forçant Aliénor à le suivre,, sur les conseils de son entourage mais surtout d'un ancien conseiller de son père, le templier « Thierry Galceran, chevalier eunuque, que la reine haïssait et qu'elle narguait souvent »,, .

#### Récits des chroniqueurs de l'époque
Plusieurs chroniqueurs évoquent l'affaire tout en écrivant qu'il vaut mieux ne pas en parler, signe qu'elle est connue de tous et de nature à porter atteinte à la réputation de certains contemporains.
Parmi les chroniqueurs les mieux placés, Eudes de Deuil choisit d'arrêter son récit juste avant l'arrivée du couple royal à Antioche. Confesseur du roi, il ne souhaite vraisemblablement pas lui nuire. Une lettre de Suger à Louis VII évoque elle aussi des troubles graves dans le couple.
Guillaume de Tyr donne, quant à lui, une explication politique : Raymond de Poitiers aurait tenté de manipuler la croisade pour l'orienter vers le siège d'Alep et de Césarée, et aurait manipulé Aliénor afin d'influencer le roi. Cette trahison politique d'Aliénor doublerait donc la trahison matrimoniale. Aliénor est, pour lui, une « poupée manipulée », sans volonté, ce qui est une des deux manières principales dont elle a été représentée (avec la figure de la nymphomane). Les historiens ont aujourd'hui complètement abandonné les accusations de nymphomanie et celles qui lui sont liées.
Jean de Salisbury (avant 1120-1180), qui est présent auprès d'Eugène III en 1149 lorsque celui-ci accueille Louis et Aliénor à Frascati, est un bien meilleur témoin. Dans son Historia Pontificalis, rédigée à l'époque même des faits (entre 1148 et 1161), il relate « que les conversations assidues et ininterrompues du prince Raymond et de la reine excitèrent la suspicion du roi ». Jean de Salisbury remarque enfin, comme Guillaume de Newburgh un demi-siècle plus tard, « l'affection quasi immodérée » du roi pour la reine . Ce même Guillaume disait aussi le roi « captif d'une passion véhémente pour son épouse », raison pour laquelle il avait tenu à l'emmener avec lui,,.
Le contexte de la croisade aggrave encore la sensibilité à ce qui touche à la sexualité, qui même conjugale, est déjà jugée de façon défavorable : sans évoquer spécifiquement Aliénor, plusieurs contemporains attribuent l'échec de la deuxième croisade aux fautes morales des croisés. La même explication avait été donnée pour l'échec de la croisade de secours de 1101 (à laquelle avait participé le grand-père d'Aliénor, Guillaume IX d'Aquitaine).

#### Naissance de la légende noire
Le désaccord entre les époux au sujet de la conduite de la croisade est amplifié par les courtisans médisants et bientôt la reine est calomniée, une rumeur d'adultère avec son oncle Raymond se répand dans les camps français ,.
Sur cet incident et sur l'infidélité qui paraît admise bien avant la mort d'Aliénor, à partir du milieu du XIIIe siècle, les chroniqueurs brodent assez rapidement : Hélinand de Froidmont, dans sa Chronique universelle, comme Aubry de Trois-Fontaines affirment qu'elle se conduisit « plus en putain qu'en reine ». Le but est ici politique : mettre en valeur la vertueuse dynastie capétienne et justifier sa suprématie sur un lignage Plantagenêt immoral.
Avant la fin du Moyen Âge, l'évènement est grossi et transformé : on identifie l'amant à Raoul de Faye (son oncle maternel) ou à un Sarrasin bientôt assimilé à Saladin (enfant de dix ans à l'époque). Des récits tardifs (vers 1260) lui prêtent une liaison avec l'évêque de Poitiers, Gilbert de la Porrée et des ragots bien plus tardifs encore, une liaison avec le connétable d'Aquitaine, Saldebreuil, etc. Autant de fantaisies qui portent la marque de l'affabulation pour  les médiévistes,,,,.

#### Point de vue des médiévistes
Pour Jean Flori, deux alternatives ressortent du récit de Jean de Salisbury :
- soit Aliénor a effectivement eu une idylle avec son oncle, qui a provoqué la jalousie du roi et a conduit Aliénor à vouloir rester à Antioche, au point de ne pas craindre de se séparer de son époux ;
- soit les soupçons du roi étaient infondés et le chroniqueur s'est trompé dans son appréciation du sentiment qui unissait Raymond de Poitiers et sa nièce, ce qui donne une Aliénor très hardie osant évoquer la dissolution du mariage[177].

Dans les deux cas, l'élément primordial est cette évocation d'une possibilité d'annulation du mariage à l'initiative de l'épouse, et qui a forcément dû être préméditée. Ce faisant, c'est elle qui décide de la rupture du mariage, chose impensable dans l'univers mental d'alors : pratiquement, c'est elle qui répudie son mari.
Il est difficile de trancher sur la réalité de l'adultère, comme Jean Flori s'interdit de le faire :

« On peut (…) penser que les soupçons de Louis VII étaient justifiés, comme l'ont fait la plupart des chroniqueurs dès que l'incident a été narré, ou au contraire estimer que l'intimité très naturelle de l'oncle et de sa nièce fut à tort jugée coupable par les trop austères chevaliers et prélats du Nord qui exigeaient d'une reine un comportement plus strict, au point de suspecter sa vertu et de conseiller au roi, agacé de ces rumeurs, de l'entraîner avec lui sans tarder. Dans ce cas, comme le fait remarquer Jean de Salisbury, l'accent doit être porté sur la demande de rupture formulée par la reine pour motif de consanguinité. »

« Au demeurant, la réalité de l'adultère importe peu (…). Ce qui est très important (…) c'est le fait (…) que les contemporains d'Aliénor ont réellement cru qu'elle était une reine luxurieuse et (pis encore !) une reine n'hésitant pas à prendre l'initiative de la rupture. »

Certains historiens pensent qu'Aliénor veut surtout se placer sous la protection du seul homme de sa famille capable de l'aider, un prince puissant et reconnu, et profiter du passage à Antioche pour se soustraire à l'autorité conjugale. C'est cette provocation et cette volonté de manifester son indépendance qui a pu, par sa forme, conduire les observateurs et les chroniqueurs ecclésiastiques à l'interpréter en termes d'infidélité,.
Pour Ralph Turner, c'est le soutien inconditionnel d'Aliénor au projet militaire de son oncle (attaque contre Alep et reconquête d'Édesse) qui représente, aux yeux de Louis, et de ses conseillers, un défi à son autorité  et un refus de se conformer au rôle d'épouse soumise. Ces comportements sont inacceptables et suffisants pour attiser la jalousie du roi. Louis n'estimait par ailleurs pas son armée (très diminuée) prête au combat. Pour le médiéviste, qui met l'accent sur la dimension politique et rejette les allégations d'inconduite sexuelle, la condamnation d'Aliénor par Jean de Salisbury ne suggère pas un adultère avéré. Plus tard, les courtisans français résolument hostiles après le remariage d'Aliénor et la perte de l'Aquitaine, se chargeront de répandre ragots et calomnies sur la supposée conduite scandaleuse d'Aliénor à Antioche.
Pour Martin Aurell, si l'Histoire pontificale, que Jean de Salisbury rédige aux alentours de 1164, contient des informations de première main qu'il a recueillies  auprès de témoins directs des évènements, elle ne retient pas l'accusation d'adultère. Le chroniqueur insiste en revanche sur la jalousie déplacée de Louis, devant ce qu'il qualifie de « familiaritas » (familiarité), et la médisance de Thierry Galceran, ennemi personnel d'Aliénor. Jean de Salisbury note que Louis « aimait la reine de façon véhémente, presque à la manière d'un enfant » et que ce sont « les suspicions du roi » qui sont la véritable cause de la discorde entre les époux. Jean, conscient de son rôle de clerc, utilise l'affaire d'Antioche pour composer un exemplum, récit moralisant à portée didactique. Il entend ainsi décourager une trop grande proximité entre hommes et femmes, fussent-ils proches parents, et dénoncer, en  stoïcien, la passion « désordonnée » qui ne peut apporter que ruine, y compris entre époux. Le médiéviste considère enfin que la prétendue « affaire d'Antioche », qu'il qualifie de calomnie, est la clef de voute de la légende noire. Cette légende noire de l'infidélité d'Aliénor n'apparaît du reste qu'après la mort de Louis, alors qu'Aliénor est remariée depuis longtemps à Henri, ennemi de Philippe II Auguste.

### Le retour en France du couple royal (1149)
Malgré les courriers pressants de Suger, Louis prolonge son séjour jusqu'à Pâques 1149 (3 avril), et après ses dévotions aux Lieux saints et quelques opérations militaires infructueuses, il décide de rentrer en France. Le retour du roi et de la reine a lieu par mer du royaume de Jérusalem vers le royaume de Sicile, tenu par Roger II. Selon la coutume, ils voyagent sur deux navires différents. Louis débarque en Calabre le 29 juillet.
La nef d'Aliénor, impliquée dans une bataille navale entre Normands de Sicile et Byzantins, tombe un moment aux mains des Byzantins, puis est délivrée par des Normands qui ramènent Aliénor saine et sauve à Potenza, trois semaines plus tard. Elle y apprend la mort de son oncle, Raymond d'Antioche, tué à la bataille d'Inab le 29 juin 1149, en défendant sa principauté contre Nūr ad-Din. Sa tête et son bras droit ont été envoyés par le vainqueur au khalife de Bagdad. Cette tragique annonce n'a pu qu'augmenter le ressentiment d'Aliénor envers son époux,. Aliénor et Louis, toutefois réunis, sont reçus pendant deux jours par Roger II à Potenza.
Après un arrêt à l'abbaye bénédictine du Mont-Cassin, en raison d'une maladie d'Aliénor, ils prennent la route vers la France. Les 9 et 10 octobre 1149, ils rencontrent le pape Eugène III, à Tusculum,. Celui-ci s'entretient longuement avec chacun d'eux et les exhorte à reprendre la vie commune, leur enjoignant de ne plus penser au problème de parenté. Louis avait en outre reçu à Jérusalem, peu avant le 3 avril 1149, un courrier de Suger lui conseillant de masquer son ressentiment envers son épouse, et de ne rien décider de façon irrémédiable et précipitée,. Finalement les époux se réconcilient, le pape les conduisant lui-même à une chambre qu'il a fait préparer à leur intention,. Sans doute conçue à Tusculum, la deuxième fille du couple royal, Alix, naît en 1150,.

### L'année 1151: vers la rupture
Suger meurt le 13 janvier 1151,. Artisan du mariage de Louis avec Aliénor, il était hostile à leur séparation. Après sa mort, l'idée d'une annulation de mariage, par consentement mutuel cette fois, est de nouveau évoquée,.
Fin août début septembre 1151, Aliénor fait la connaissance du jeune duc de Normandie, Henri Plantagenêt, âgé de dix-huit ans. Henri et son père, Geoffroy V d'Anjou, sont venus à la cour de France entamer des pourparlers de paix, à l'issue de la prise par les Angevins du château de Montreuil-Bellay et d'un âpre conflit en Normandie. Grâce à la médiation de Bernard de Clairvaux, Henri rend finalement l'hommage lige à son nouveau suzerain, moyennant confirmation de la cession à Louis du Vexin normand . Le comte d'Anjou meurt le 7 septembre 1151, à son retour de la cour de Paris, à la suite d'un bain dans le Loir,,,.
Henri fait forte impression sur la reine de France, de neuf ans son aînée,. Tout semble indiquer qu'à l'occasion de cette rencontre, la possibilité d'un mariage est envisagée par Aliénor et Henri,. S'inspirant de ragots de cour, Gautier Map, à la fin du XIIe siècle (De nugis curialum), puis plus tard son plagiaire Giraud de Barri (De principis instructione) au XIIIe siècle, évoquent une liaison adultérine antérieure entre Geoffroy le Bel et Aliénor (Giraud de Barri parlant même d'abus : « Le comte d'Anjou, Geoffroy, alors qu'il était sénéchal de France, avait abusé de la reine Aliénor. ») suivie d'un adultère entre Aliénor et Henri, à l'occasion de la venue des Angevins à la cour. Ces faits gravissimes s'ils sont avérés, constituent pour l'époque un inceste du deuxième type,. Les médiévistes actuels n'hésitent pas à qualifier ces assertions de « calomnies innommables », et il n'y a pas lieu de leur accorder un quelconque crédit,,,. Il n'existe aucune preuve concernant les accusations des deux chroniqueurs . Leurs écrits ne visent nullement à décrire des faits réels mais représentent des anecdotes édifiantes (exemplum), démontrant les conséquences néfastes de l'inceste et de l'endogamie, dans l'intention de réformer la cour.
À la fin de l'année 1151, Louis et Aliénor effectuent ensemble une tournée en Aquitaine, une « liquidation du passé », selon l'expression de Labande : « Le roi  relève ses troupes d'Aquitaine, comme pour faire place nette aux hommes de la duchesse dès maintenant. » Selon les chroniqueurs Louis y procède enflammé de jalousie.
Louis et Aliénor tiennent ensemble leur dernière cour de Noël (assemblée solennelle) à Limoges, puis se rendent à Saint-Jean-d'Angély au début de 1152, avant de se quitter. Aliénor demeure dans son duché.

### Le concile de Beaugency et l'annulation du mariage (mars 1152)
Le 18 mars 1152, le roi convoque un concile à Beaugency, près d'Orléans. Parmi les nombreux prélats présents à ce tribunal ecclésiastique, siège  Geoffroi du Loroux, archevêque de Bordeaux, qui les a mariés quinze ans auparavant,. Il se déroule dans l'église de l'abbaye Notre-Dame de Beaugency.
Durant le concile, le roi séjourne à Beaugency et Aliénor dans le village de Tavers à quelques kilomètres.
Malgré l'interdiction faite par le pape à Tusculum, l'annulation du mariage est prononcée par le concile le 21 mars 1152,, pour le motif de  consanguinité aux 4e, 5e et 6e degrés canoniques,. La décision du roi de se séparer d'Aliénor est en réalité largement conditionnée par l'incapacité présumée de cette dernière à lui donner un héritier,. Le concile décrète en outre que la légitimité de leurs deux filles n'est pas remise en cause et affirme le droit d'Aliénor à conserver ses terres héréditaires. Elle redevient pleinement duchesse d'Aquitaine,.
Aliénor doit laisser ses filles âgées de deux et sept ans auprès de Louis, qui entend les marier à sa convenance. Un ou deux ans après le départ de leur mère, les petites filles, fiancées aux deux fils du comte de Blois-Champagne, sont envoyées auprès de leurs futurs maris. Marie avait été promise durant la croisade à Henri Ier de Champagne. Alix est promise en 1154 à Thibaut V de Blois,. Afin de préserver leur héritage, Louis conserve dans un premier temps le titre de duc d'Aquitaine, et n'y renoncera formellement qu'en août 1154,.

## La reine d'Angleterre

### Mariage avec le futur roiHenriIId'Angleterre

Royaume de France après le mariage avec Plantagenêt.

Aussitôt après, Aliénor rentre à Poitiers et manque d'être enlevée deux fois en route par des nobles qui convoitent la main du plus beau parti de France, le comte Thibaud V de Blois et le jeune frère d'Henri, Geoffroy Plantagenêt,,,. Elle échange quelques courriers secrets avec Henri Plantagenêt, aperçu à la cour de France en septembre 1151, l'informant de sa disponibilité. Et le 18 mai 1152, huit semaines après l'annulation de son premier mariage, elle épouse, à la surprise générale, dans la cathédrale de Poitiers, ce jeune homme fougueux, futur roi d'Angleterre, d'une dizaine d'années son cadet et qui a, avec elle, le même degré de parenté que Louis VII. Comme le note Guillaume de Newburgh, « Ce mariage fut moins solennel qu'on aurait pu l'attendre de leur rang, par prudence, afin que les préparatifs solennels d'un tel mariage ne fassent se lever quelque obstacle à son encontre ». Les chroniqueurs soulignent la préméditation de ce mariage de la part des intéressés, ainsi que les mobiles politiques et économiques. Aliénor avait besoin d'un protecteur, son mariage est avant tout politique,. Aliénor apporte l'Aquitaine à Henri, mais toujours en union personnelle.
Louis, totalement surpris et furieux de ce remariage inattendu, estimant qu'Aliénor et Henri en tant que vassaux auraient dû demander son assentiment, arme aussitôt une coalition. Il attaque Henri sur ses frontières normandes, et encourage la révolte de Geoffroy Plantagenêt en Anjou. Un an plus tard, Aliénor donne naissance à son premier fils, Guillaume, mettant un terme aux revendications du roi de France sur l'Aquitaine au nom de ses filles Marie et Alix. Le 6 novembre 1153, Henri est désigné comme héritier du royaume d'Angleterre par le roi Étienne, aux termes du Traité de Wallingford,,.
Étienne d'Angleterre meurt le 25 octobre 1154. Apprenant la nouvelle, Henri et Aliénor se dirigent vers Barfleur, où ils doivent patienter pendant plus d'un mois avant de traverser la Manche, en raison des tempêtes et des vents contraires. Aliénor est alors enceinte de son second enfant. Ils accostent finalement en Angleterre le 8 décembre,. Le 19 décembre 1154, ils sont couronnés roi et reine d'Angleterre dans l'abbaye de Westminster par Thibaut du Bec, archevêque de Cantorbéry, permettant à l'Angleterre l'accroissement inespéré de ses territoires continentaux. Henri se trouve, à vingt et un ans, à la tête de l'Empire Plantagenêt.

En Allemagne, la beauté de la reine Aliénor d'Aquitaine est chantée dans les Carmina Burana :
« Si tout l'univers était mien
Depuis l'Océan jusqu'au Rhin
J'y renoncerais avec joie
Pour pouvoir tenir dans mes bras
La reine d'Angleterre. »

### Descendance d'Aliénor et Henri
En quatorze ans, elle lui donne six fils et trois filles :
- Guillaume (17 août 1153 – 1156) ;
- Henri dit Henri le Jeune (28 février 1155 – 11 juin 1183), qui épouse Marguerite, fille de Louis VII le Jeune, roi de France ;
- Mathilde (août 1156 – 1189), qui épouse Henri le Lion (? – 1195) duc de Saxe et de Bavière en 1168 ;
- Richard (8 septembre[255] 1157 – 1199), qui devient roi d'Angleterre sous le nom de Richard Ier, et est surnommé « Richard Cœur de Lion », épouse Bérangère de Navarre (1163 – 1230) et meurt sans descendance légitime ;
- Geoffroy (23 septembre 1158[255] – 1186), duc de Bretagne par son mariage en 1181 avec la duchesse Constance (1161 – 1201), fille et héritière du duc Conan IV le Petit, mort en 1171 ;
- Aliénor (septembre 1161[256] – 1214), qui en 1170[257] épouse, à Tarazona, le roi Alphonse VIII de Castille (1155 – 1214), mariage dont est issue Blanche de Castille ;
- Jeanne (octobre 1165[258] – 1199), qui épouse, en 1177, Guillaume II (1154 – 1189) roi de Sicile puis, en 1196, Raymond VI de Toulouse (1156 – 1222) dont elle a un fils, Raymond VII de Toulouse (1197 – 1249), dernier des comtes de Toulouse, et meurt en couches à Rouen[259] ;
- Jean (27 décembre 1166[258] – 1216), dit Jean sans Terre, roi d'Angleterre (1199 – 1216) qui épouse Isabelle d'Angoulême (1188 – 1246) dont il a un fils, Henri III d'Angleterre (1207 – 1272) ;
- Selon Raoul de Diceto, généralement bien renseigné et proche d'Aliénor, celle-ci a donné naissance à un sixième fils mort « dans l'enfance »[260],[261],[262],[263].

### Duchesse et reine
Durant les deux premières années de ce mariage, Aliénor affirme son autorité sur son héritage personnel. Mais devenue reine d'Angleterre, elle semble perdre son pouvoir en tant que duchesse d'Aquitaine et c'est Henri II qui prend les décisions ; cinq grossesses les sept premières années et son éloignement du duché expliquent sans doute cet effacement d'Aliénor. En tout cas, elle suit son mari au cours de ses voyages s'il a besoin d'elle, le représente quand il ne peut se déplacer (à Londres fin 1158 et en 1160), sinon, elle séjourne plus souvent dans les domaines Plantagenêt que dans les siens, l'Angleterre devenant son lieu habituel de résidence. Après 1154, tous les actes de la duchesse sont soit précédés par une charte de son époux, soit confirmés ensuite par lui. En 1158, quelques semaines après la naissance de Geoffroy, sa présence aux côtés de son mari, particulièrement en Poitou, aide le roi-duc à affirmer son autorité dans une région qui demeure réfractaire et rebelle. Selon Richard le Poitevin, pour plaire à la reine Henri fait détruire les murailles du château de Thouars et chasse le vicomte Geoffroy IV. En 1159, Aliénor n'est sans doute pas étrangère à la décision d'Henri de faire valoir les droits de sa femme, comme Louis VII avant lui, sur Toulouse. Cette opération militaire d'envergure échoue cependant car Louis VII a rejoint son beau-frère le comte de Toulouse, Raymond V. Henri ne peut donc attaquer son suzerain et doit se retirer, non sans avoir conquis Cahors et rattaché le Quercy à l'Aquitaine. On retrouve Aliénor à Falaise pour la cour de Noël 1159. Elle retourne ensuite en Angleterre, pour gouverner au nom du roi retenu sur le continent. On peut véritablement parler de « co-règne ». En l'absence d'Henri, Aliénor détient les pouvoirs d'une régente.
En septembre 1160, Henri fait venir Aliénor à Rouen, accompagnée d'Henri le Jeune et de Mathilde. Le jeune Henri prête hommage au roi de France pour la Normandie, dont il est investi. En novembre les fiançailles officielles entre Henri le Jeune et Marguerite de France sont célébrées au Neubourg. Sans attendre le mariage, le roi d'Angleterre prend possession du Vexin normand et de Gisors, constituant la dot de Marguerite. Le mariage entre les très jeunes époux (5 et 3 ans) est célébré le 13 novembre à Rouen, grâce à une dispense du pape Alexandre III,,. Aliénor demeure sur le continent durant les deux années suivantes, en compagnie de son époux. En septembre 1161, Aliénor séjourne en Normandie, où elle donne naissance à sa fille Aliénor, au château de Domfront. Les souverains tiennent leur cour de Noël 1162 à Cherbourg et ne regagnent l'Angleterre qu'en Janvier  1163.
En 1164, tandis que Louis VII le Jeune, marie leurs deux filles Marie et Alix dans la maison de Blois-Champagne, Aliénor demeure en Angleterre, où elle parcourt le sud du pays. Début mai 1165, Aliénor rejoint Henri à Rouen, avec Richard et Mathilde. Mais bientôt Henri doit repartir en Angleterre, tandis qu'Aliénor s'installe à Angers, en tant que régente en Anjou et dans le Maine. Sa dernière fille, Jeanne, naît en octobre 1165, à Angers,. Le dernier enfant du couple, Jean, est conçu lors d'un séjour du roi à Angers. Aliénor traverse la Manche en automne 1166, tandis qu'Henri reste sur le continent. Jean naît à Oxford, le 27 décembre 1166,.
Aliénor est-elle excédée par les infidélités de son époux, leur mariage étant avant tout politique ? Il est difficile d'affirmer qu'elle ne s'en soucie pas et n'en est pas blessée. Henri a deux enfants illégitimes avant son mariage avec Aliénor et de nombreux bâtards tout au long de leur mariage. Néanmoins, elle obtient en 1191 du pape Célestin III pour l'un d'entre eux, Geoffroy, l'archevêché d'York. Henri II a laissé dans l'Histoire une réputation de paillardise non usurpée. Guillaume de Newburgh, qui ne lui est généralement pas défavorable, nous dit « qu'il était très porté à la concupiscence et aux relations extra-conjugales » mais aussi « qu'il usa assez de la reine pour avoir d'elle une progéniture, mais lorsqu'elle cessa d'enfanter, il s'adonna à la volupté et engendra des bâtards ». Selon Giraud de Barri (le Cambrien), peu après la mort de sa maîtresse, Rosamond Clifford, en 1176, Henri l'aurait remplacée dans son lit par la jeune Aélis de France, alors âgée de seize ans et fiancée de longue date à Richard. Roger de Howden, historien sérieux et peu enclin aux ragots, rapporte que Richard aurait dit à Philippe Auguste : « Je ne rejette pas ta sœur ; mais il m'est impossible de l'épouser car mon père a couché avec elle et engendré d'elle un fils ».
Aliénor s'installe à Poitiers à la fin de l'hiver 1168, à la demande d'Henri (mais le rejoint en 1170 et 1172 en Normandie et à Chinon, lors des cours de Noël). Aliénor aspire à cette période à un pouvoir politique plus important dans ses domaines. C'est aussi vers 1168 qu'une notice découverte dans la collection des lettres de Thomas Becket fait état d'une demande de séparation d'avec son mari, ourdie par l'entourage d'Aliénor : « les Poitevins présentèrent aux cardinaux, un comput de consanguinité, mais ils ne furent pas entendus ».
La rencontre de Montmirail  réunit les deux rois le 6 janvier, (ou le 6 février) 1169. Un accord est conclu avec le roi de France. Henri le Jeune reçoit le titre honorifique de « sénéchal de France ». Déjà vassal de Louis pour la Normandie, il prête aussi hommage pour l'Anjou et pour la Bretagne, que son frère Geoffroy tiendra de lui, tandis que Richard prête hommage au roi de France pour l'Aquitaine. Un projet de mariage entre Richard et Aélis de France est conclu. En revanche Thomas Becket, présent à cette conférence, ne parvient pas à se réconcilier avec Henri. En 1170, à la suite d'une grave maladie, Henri procède à une « donation-partage », entérinant les dispositions antérieures . Richard recevra l'Aquitaine, conformément aux coutumes successorales d'alors qui veulent que le deuxième fils hérite du patrimoine maternel,,. Aliénor, qui n'a pas pu voir aboutir une seconde demande de séparation conjugale, gouverne son duché pour lui, mais aussi en son nom propre,,. En 1171, Richard et Aliénor effectuent ensemble une « tournée de réconciliation » en Aquitaine. C'est aussi une prise de pouvoir effectif qui permet à Aliénor d'annuler les confiscations et les sanctions promulguées par Henri II. Puis ils posent la première pierre du monastère Saint-Augustin de Limoges. Richard est solennellement investi du comté de Poitou et intronisé duc d'Aquitaine le 23 mai 1171 ou en juin 1172 (selon les sources), au cours de deux cérémonies, à Poitiers dans l'église Saint-Hilaire-le-Grand, puis à Limoges, dans la cathédrale Saint-Étienne ou en l'abbaye Saint-Martial,,,. Geoffroy de Vigeois note dans sa chronique : « Le roi Henri II a transmis à Richard, par la volonté de sa mère Aliénor, le duché d'Aquitaine ». Richard continue néanmoins de bénéficier des conseils et du soutien de sa mère, bien qu'il ait atteint la majorité légale de quatorze ans. Entre 1168 et 1172 Aliénor confie l'éducation de ses deux plus jeunes enfants, Jeanne et Jean, aux religieuses de Fontevraud.
L'assassinat de Thomas Becket, archevêque de Canterbury, en 1170, intervient dans un climat troublé. Alors que les dissensions entre Aliénor et Henri ne sont pas encore trop flagrantes, ils souhaitent tous deux le couronnement et le sacre d'Henri le Jeune, longtemps retardés par la querelle avec Thomas. Ce premier couronnement a lieu le 14 juin 1170, à Westminster, mais sans la présence de la jeune épouse d'Henri le Jeune, restée auprès d'Aliénor à Caen. Thomas Becket, ainsi que l'évêque de Worcester porteur d'interdits pontificaux et d'excommunications, ont été retenus contre leur gré en Normandie. Aliénor a donné l'ordre d'empêcher tout départ de navire vers l'Angleterre. Aliénor n'a pris aucune part dans l'affaire du meurtre de Thomas. Si l'on ignore tout de l'attitude d'Aliénor dans ce conflit, en revanche, une lettre de 1165 de l'évêque de Poitiers, Jean Belles-mains, à son ami Thomas Becket lui enjoint de se méfier d'Aliénor en raison de l'inimitié de Raoul de Faye, oncle et très proche de la reine,.

### La mécène
Les historiens (parmi eux les spécialistes en littérature médiévale Rita Lejeune, Reto Bezzola et M. D. Legge) ont longtemps attribué à Aliénor d'Aquitaine un rôle important de mécène, notamment auprès des troubadours, ayant été formée à l'exemple de ses père et grand-père. Cette vision a été radicalement remise en question, en 1996, par une chercheuse en sciences humaines et sociales : en effet, en regardant en détail les œuvres auparavant considérées comme commandées ou dues au patronage d'Aliénor, très peu comportent une mention de cette commande. De plus, en se fondant sur le fait que le seul troubadour présent dans les chartes au même endroit qu'Aliénor est Arnaut-Guilhem de Marsan, coseigneur de Marsan lors d'un plaid tenu à Bordeaux en 1170, l'existence même de ces cours poétiques est remise en cause. Arnaut-Guilhem de Marsan était l'auteur d'un célèbre (au Moyen Âge) Ensenhamen de l'escuder, un guide qui expliquait comment se comporter en bon chevalier. Mais c'est en tant que seigneur de Roquefort et de Montgaillard qu'Arnaud Guilhem assiste à la cour plénière de Bordeaux et non pas pour y rechercher un patronage.
Jean Flori s'élève toutefois contre cette vision trop drastique et réductrice et déplore que cette « thèse radicale ait été depuis lors  adoptée aveuglément par la quasi-totalité des érudits ». Cette théorie limite abusivement  l'influence possible d'Henri, et plus encore d'Aliénor, « en restreignant la notion de patronage au seul cas du commanditaire payant pour subventionner l'œuvre ou la récompenser ». Le médiéviste dénonce enfin  l'« acharnement systématique » de la chercheuse à refuser le moindre rôle de patronage littéraire à Aliénor. Si le rôle de mécène traditionnellement accordé à la duchesse-reine ne doit pas être surestimé, il ne doit pas pour autant être écarté, au risque de tomber dans le contresens d'une lecture trop positiviste, et un « courant minimaliste » dénotant une méconnaissance des pratiques de cour du XIIe siècle. Malgré l'absence de documents attestant des commissions d'Aliénor, il ne faut pas exclure la possibilité que la reine ait rémunéré les écrivains en espèces prélevées dans sa trésorerie personnelle, ou à l'aide de cadeaux, sans laisser de trace dans les registres de dépenses.
On sait désormais que les « cours d'amour » sont imaginaires et résultent d'une erreur d'interprétation d'un érudit du XVIe siècle, Jean de Nostredame, qui a confondu un jeu de société (les « jeux-partis », sorte d'amusement littéraire) avec la réalité,. André le Chapelain, qui rédige, vers 1185, son traité sur l'amour (De amore) poursuivait peut-être des buts politiques en voulant discréditer Aliénor. Il était en effet un clerc du roi de France Philippe Auguste, fils de Louis VII, et son ironie à l'égard d'Aliénor est évidente, de même qu'il n'a jamais fréquenté sa cour. Le traité d'André le Chapelain est d'ailleurs parfois qualifié de « burlesque » ramené au rang de canular, mais c'est plus vraisemblablement une parodie, sous la forme d'une comédie littéraire. Si la légende d'Aliénor repose en partie sur cette cour de Poitiers, la « démythologisation » de ce thème était nécessaire, même si l'on est allé un peu trop loin dans cette voie.
Le médiéviste Jean Flori conclut ainsi son chapitre sur Aliénor et l'amour courtois : « Quelle que soit l'interprétation adoptée du traité d'André le Chapelain, un fait demeure, incontournable : pour le public lettré auquel s'adresse l'auteur, l'amour courtois a largement pénétré les mentalités et les mœurs des cours aristocratiques. Et Aliénor passe pour en être l'arbitre, sinon l'initiatrice, par sa vie réelle et supposée, sans doute, mais aussi par sa fréquentation et son patronage des milieux lettrés qui en véhiculent la doctrine ».
En 1155, Wace termine son Roman de Brut, qui adapte en français l’Historia Regum Britanniae de Geoffroy de Monmouth. Bien que l'ouvrage ne contienne aucune allusion au couple royal ni à Aliénor, Wace en dédie certainement une copie à la reine. C'est une œuvre importante de 15 000 vers, qui a au moins dû recevoir un encouragement ou une incitation du roi, et a probablement été composée à l'intention d'Aliénor. Le Roman de Rou de Wace, commissionné par Henri II en 1160, ne montre aucune évidence d'un «patronage» d'Aliénor mais il lui est dédicacé ainsi qu'au roi : « du roi Henri voil faire ceste premiere page, qui prist Alianor, dame de haut parage », et il vaut à son auteur l'octroi par le roi d'une prébende à Bayeux, de 1165 à 1169. Henri demande cependant à Benoît de Sainte-Maure de reprendre et d'achever ce Roman de Rou. Il en fera La Chronique des ducs de Normandie. Sans qu'on puisse attribuer l'origine d'œuvres à des commandes royales, un certain nombre ont certainement été composées en leur honneur, ou dans le but de leur plaire, ou ont dû valoir à leur auteur une généreuse récompense. Enfin, le prestige du couple est tel qu'il est présent dans la littérature contemporaine : dans les années 1150, un trouvère anonyme, originaire de l'Angoumois, refait la geste de Girart de Roussillon, en glissant plusieurs allusions à Aliénor d'Aquitaine,. Vers 1165, le Normand Benoît de Sainte-Maure ne la nomme pas, mais fait son éloge dans son Roman de Troie, probablement dédié à Aliénor. Il n'est pas raisonnable de refuser de voir dans la « riche dame de riche roi » « en qui toute science abonde » citée par Sainte-Maure, Aliénor que tout désigne, sachant que la reine lira ou entendra cette dédicace. Ces citations suffisent à prouver le mécénat littéraire d'Aliénor. De même, entre 1163 et 1170, la nonne Clémence de Barking traduit la Vie de saint Édouard, dont deux passages chantent les louanges du couple royal.
Le troubadour Bernard de Ventadour, qui a rejoint la cour d'Henri II et Aliénor, lui dédie l'une de ses chansons en la nommant « la reine des Normands ». Dans ce chant, Par le doux chant que fait le rossignol, il confie que « pour vous je suis d'auprès du roi parti ». La chanson témoigne de « sa belle présence », « son corps allègre », « sa courtoisie et ses belles paroles ».
Quand elle règne à Poitiers, elle ouvre une cour lettrée, y accueillant entre autres sa fille Marie de Champagne (protectrice de Chrétien de Troyes), a-t-on longtemps cru sous la seule influence du traité d'André le Chapelain. La présence de Marie de Champagne à Poitiers à cette époque est cependant jugée très peu probable,,.
Henri II et Aliénor ne semblent pas être intervenus de façon notable dans la reconstruction de la cathédrale gothique Saint-Pierre de Poitiers, dont les fondations sont posées dans les années 1150. L'initiative en revient à l'évêque de Poitiers et au chapitre de Saint-Pierre,. Mais ils ont certainement donné leur assentiment et participé en tant que donateurs laïcs. Henri, Aliénor et leurs quatre fils sont en effet représentés dans le registre inférieur du vitrail de la Crucifixion du chevet de la cathédrale,. La très vaste salle d'apparat (la aula) du palais ducal de Poitiers est construite à l'initiative d'Aliénor. De même elle commandite et suit les travaux de la nécropole dynastique de l'abbaye Notre-Dame de Fontevraud. 

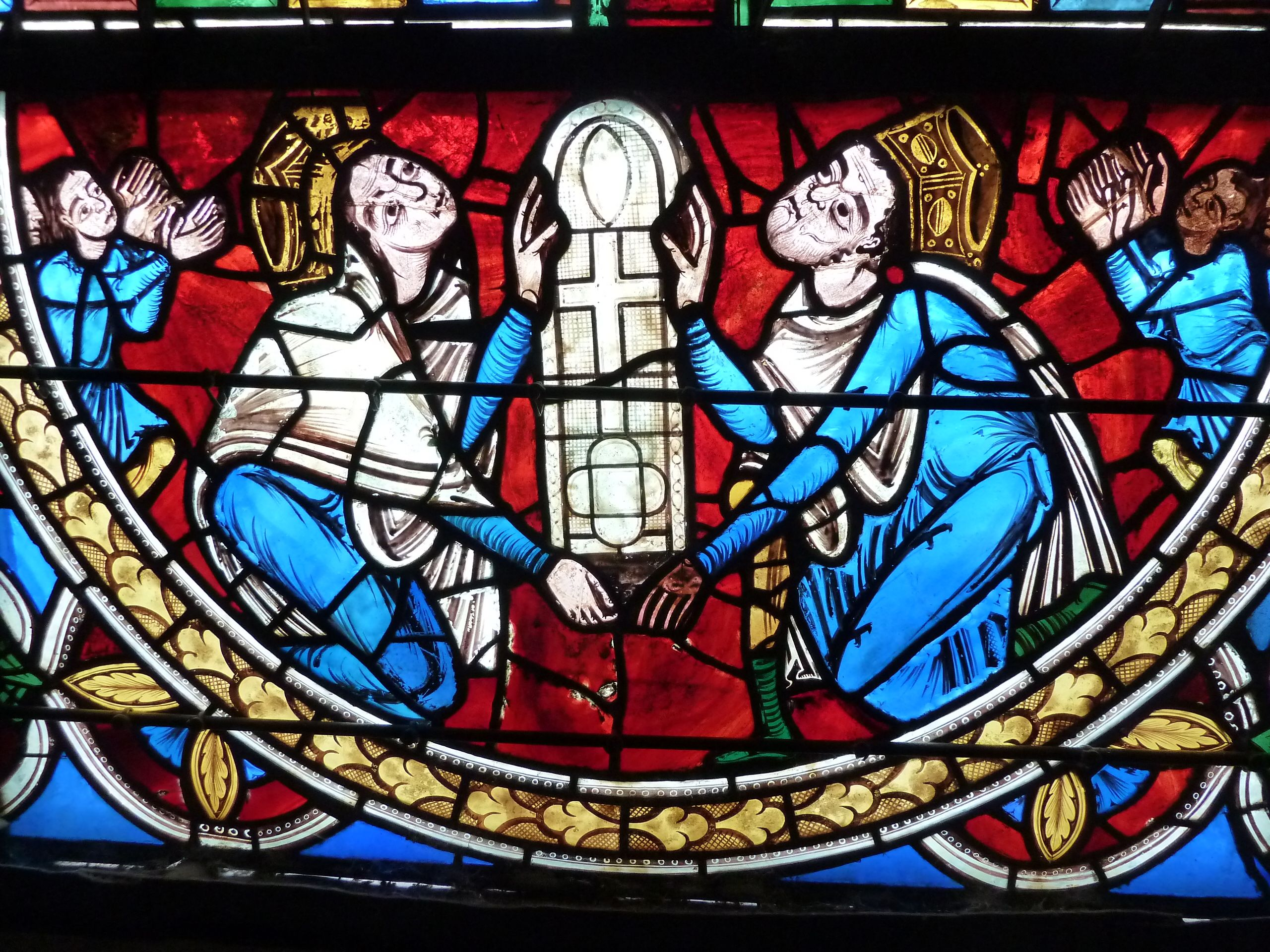
Henri II et Aliénor sur le vitrail de la crucifixion dans la cathédrale de Poitiers.

S'il existe peu de mentions explicites d'un patronage d'Henri II, au sens strict du terme, et aucune d'un patronage exclusif de la part d'Aliénor dans la production littéraire du XIIe siècle, la cour Plantagenêt protège néanmoins de façon évidente les artistes. L'époque connaît une importante floraison littéraire, qui pénètre cependant peu à la cour de Paris. Aux yeux des poètes et romanciers, Aliénor tient un rôle important, aux côtés d'Henri, dans le patronage littéraire. Ainsi Philippe de Thaon demande son intercession auprès du roi, en modifiant la dédicace de son Bestiaire (1121-1135), primitivement dédié à Adélaïde de Louvain, en faveur d'Aliénor,.
Le médiéviste Martin Aurell conclut enfin, à propos d'Aliénor : « Plusieurs écrivains ont cherché son patronage, lui offrant leurs manuscrits. Des troubadours ont fréquenté sa cour à Poitiers ou l'ont intégrée lors de ses déplacements en Gascogne. Bernard de Ventadour ou Bertrand de Born ont voyagé jusqu'en Normandie ou en Angleterre. »

### La révolte de 1173-1174 et les quinze ans de captivité
En 1173, Aliénor sentant son autorité menacée dans ses États et craignant d'être écartée du trône au profit d'une rivale, soutient et probablement suscite la révolte de ses fils Richard, Geoffroy et Henri le Jeune contre leur père, Henri II. Henri le Jeune s'irrite en effet du refus paternel de lui octroyer une terre dont il puisse vivre, alors qu'il peut prétendre au pouvoir royal par son sacre et son couronnement en 1172, à Winchester, un premier couronnement ayant même déjà eu lieu, le 14 juin 1170 à Westminster, malgré l'opposition de l'archevêque Thomas Becket. Dans le même temps (février 1173), Henri remet trois châteaux stratégiques (Chinon, Loudun et Mirebeau), qu'Henri le Jeune considère lui appartenir, à Jean, à l'occasion de ses fiançailles avec la fille du comte de Maurienne, Alix de Savoie,. De plus, Henri le Jeune, très attaché à Thomas Becket qui avait été son tuteur, fait peut-être porter la responsabilité de son assassinat à son père. Richard, à qui Aliénor a remis son duché en juin 1172, se voit relégué en troisième position malgré les assurances paternelles et les investitures solennelles, lorsque Raymond de Toulouse prête hommage à Henri II et à Henri le Jeune, à Limoges le 25 février 1173, pour une terre qu'Aliénor estime relever de son duché d'Aquitaine.
Selon Martin Aurell, parmi les causes plus profondes de cette révolte, il ne faut pas négliger la « réaction hostile de la noblesse poitevine et angevine aux progrès du gouvernement et de l'administration d'Henri II sur ses domaines », ou la « volonté d'autonomie des fils du roi dans la gestion de la principauté qui leur a été confiée »,. L'aristocratie locale, surtout en Anjou, Aquitaine et Bretagne s'allie aux jeunes princes afin de contrer la volonté centralisatrice d'Henri II. Cette révolte est soutenue par Louis VII (beau-père d'Henri le Jeune), qui à cette occasion adoube même le jeune Richard, le roi d'Écosse Guillaume Ier, ainsi que par les plus puissants barons anglais. Aliénor espère ainsi s'opposer à la politique de centralisation mise en place par son mari (« l'envahissante administration royale »), et recouvrer son autonomie de gouvernement dans son duché. Mais la révolte tourne court, Aliénor est capturée et les fils rebelles doivent se soumettre à leur père, contraints et forcés. Aliénor paie seule, et très chèrement, le prix de cette révolte.
En effet, à la fin de novembre 1173, Aliénor tente de rejoindre la cour de Louis VII à Paris, où se trouvent déjà ses fils, mais est arrêtée par les soldats de son mari, reconnue alors qu'elle chevauche à travers le pays habillée en homme, à près de cinquante ans, précise le chroniqueur Gervais de Canterbury,. Elle est ensuite retenue captive par Henri pendant plus de quinze années, « par crainte d'une nouvelle conspiration », relate Geoffroy de Vigeois. Elle est tout d'abord détenue sous bonne garde au château de Chinon. Puis Henri lui fait traverser la Manche, le 7 juillet 1174, et elle est enfermée, ou tout du moins placée en résidence très surveillée, à Old Sarum (Salisbury) et Winchester, ainsi que dans divers autres châteaux d'Angleterre,,. Dans un premier temps, Henri II tente de faire dissoudre le mariage afin de se remarier avec Rosamond Clifford, avec laquelle il vit maintenant publiquement. Mais le cardinal Uguccione, nonce apostolique, qu'il reçoit le 27 octobre 1175, lui oppose une fin de non-recevoir.
En 1179, les Annales du monastère de Waverley (Surrey) mentionnent une « réconciliation ». En 1183, Henri le Jeune, endetté et auquel son père refuse la Normandie, se révolte à nouveau. Il tend un guet-apens à son père à Limoges, soutenu par son frère Geoffroy et par le roi de France Philippe Auguste. Mais il échoue, et doit subir un siège à Limoges, puis s'enfuir. Il erre ensuite en Aquitaine, et meurt finalement de dysenterie, à Martel (Limousin), le 11 juin 1183. Mais avant de mourir, il a demandé à son père d'adoucir la captivité de sa mère. Aliénor est alors transférée dans le Berkshire, peut-être à Reading où repose son fils aîné, Guillaume. Aliénor bénéficie ainsi d'une plus grande liberté de mouvements qu'au château de Salisbury. Vers 1184, Henri autorise Aliénor à séjourner à Winchester, auprès de sa fille Mathilde, alors en exil en Angleterre avec son mari Henri le Lion. La reine se trouve auprès de Mathilde lors de son accouchement, en avril 1184. À Noël 1184, toute la famille est réunie à Windsor, où la réconciliation entre Henri et ses fils a été facilitée par Aliénor, présente à cette assemblée. Au printemps 1185, Aliénor est autorisée à raccompagner sa fille Mathilde et son gendre, rappelés en Saxe, jusqu'en Normandie,.
Mais cette « libération » ne se fait pas sans contrepartie. Lorsqu'en 1183, Philippe Auguste exige la restitution du Vexin et de Gisors, à titre de douaire pour la jeune veuve d'Henri le Jeune, Henri utilise Aliénor pour servir ses intérêts stratégiques, telle une sorte d' « alibi diplomatique », et prétend que la reine réclame le Vexin, comme faisant partie de son propre douaire. Selon Roger de Howden, Henri « libère son épouse pour qu'elle prenne possession de son douaire, se protégeant ainsi de la demande du roi de France »,. Pareillement, en avril 1184, Aliénor est libérée et appelée en Normandie comme un « vulgaire instrument de chantage ». Après avoir officiellement rétabli Aliénor dans ses États, Henri exige qu'elle réclame le Poitou à son fils Richard, qui s'est à nouveau rebellé contre son père. Richard s'exécute, sous la menace d'une invasion par sa mère « à la tête d'une grande armée »,,,. Tandis que Richard pacifie l'Aquitaine à la demande de son père, Aliénor est ramenée en Angleterre par Henri. Elle semble retrouver sa semi-captivité à Winchester,.

### Son action de gouvernement
De 1157 à 1167, si Aliénor n'agit que très peu politiquement en Aquitaine, il semble qu'elle ait joué un rôle non négligeable, en tant que reine, de relais gouvernemental en l'absence d'Henri. Ses tournées anglaises, ses voyages sur le continent et ses traversées fréquentes de la Manche le prouvent. Elle jouit même d'une réelle indépendance financière. Pendant un an, de 1165 à 1166, Aliénor quitte l'Angleterre, déléguée par Henri en Anjou et dans le Maine.
C'est dans la période 1167-1173 qu'elle commence à prendre des décisions d'importance en Aquitaine, sans avoir besoin d'une confirmation d'Henri II. Mais là encore, elle n'exerce seule et pleinement le pouvoir, que parce que le roi se retire volontairement. L'année 1168 est marquée par des révoltes en Poitou. Aliénor traverse la Manche avec Henri. Après avoir maté la révolte, Henri laisse Aliénor gouverner en son absence, assistée de Patrice de Salisbury. Aliénor réside dorénavant plus souvent à la cour de Poitiers mais continue ses nombreux déplacements. À l'approche de Pâques 1168 (31 mars), alors qu'elle chevauche vers Poitiers en compagnie d'une petite troupe et du comte de Salisbury, Aliénor tombe dans une embuscade tendue par Geoffroy de Lusignan. La reine parvient à s'échapper et se réfugie dans un château voisin, mais Patrice de Salisbury, qui n'a pas eu le temps de s'équiper, est tué traîtreusement d'un coup d'épée dans le dos. Son neveu, le jeune Guillaume le Maréchal, est blessé d'un coup d'épieu à la cuisse après s'être battu très vaillamment, et est fait prisonnier par les hommes des Lusignan. Aliénor paie sa rançon et lui fait donner un équipement de chevalier. Guillaume le Maréchal, souvent décrit comme « le meilleur chevalier du monde », lui reste ensuite loyal et devient le « maître en chevalerie » et le compagnon de tournoi de son fils Henri le Jeune. Plus tard, il deviendra régent d'Angleterre aux côtés d'Aliénor, après la mort d'Henri II.
Son activité est suspendue pour la période 1173-1189, pendant sa captivité, avant de reprendre dès sa libération, à la mort de son mari. Entre 1189 et 1199, sous le règne de Richard, son autonomie de gouvernement n'est en rien limitée, même lors de sa période de retraite temporaire à Fontevraud, à partir de 1194.
Sans être une reine indépendante, Aliénor a tenté d'exercer le pouvoir sur son propre héritage aquitain, ce qui est déjà exceptionnel pour l'époque ; elle l'a fait de manière conjointe et limitée avec Louis VII ; et de manière discontinue et incomplète avec Henri II. Le fait d'être une femme a limité son autorité. C'est seulement pendant son veuvage et les périodes de crise, en l'absence du pouvoir masculin, qu'elle peut affirmer pleinement ses droits . Elle montre, par ailleurs, une inépuisable énergie, tout au long de son existence, pour maintenir entier l'empire Plantagenêt sous le gouvernement de ses fils,.
Contrairement à une idée reçue tenace dans l'imaginaire collectif, promue par un historien du XIXe siècle (Louis de Villepreux), Aliénor n'a ni élaboré ni compilé ou même promulgué les Rôles d'Oléron. La reine n'est citée dans aucun des manuscrits des Rôles. Elle passe des accords commerciaux avec Constantinople et les ports de Terre sainte[réf. nécessaire].

## La veuve
Après la mort d'Henri II, le 6 juillet 1189, elle est libérée par ordre du nouveau roi, son fils Richard Cœur de Lion. Elle parcourt alors l'Angleterre, y libère les prisonniers d'Henri II et leur fait prêter serment de fidélité au nouveau roi. Le 3 septembre 1189 à Westminster, elle assiste au couronnement de Richard, dans tout son apparat, signe de son entière réhabilitation,. Avant de partir pour la troisième croisade, le roi cède tous ses pouvoirs à sa mère et lui confie la régence du royaume. En Angleterre il lui adjoint un « conseil de régence », composé d'officiers royaux de confiance : Hugues du Puiset, évêque de Durham et Guillaume de Longchamp, évêque d'Ely, son chancelier et grand justicier du royaume. Le roi accorde également à sa mère des ressources financières très importantes,,. Fin janvier 1191, elle conduit la nouvelle fiancée de son fils, Bérengère de Navarre, en plein hiver, à travers les Alpes et l'Italie, jusqu'à Messine, où Richard s'apprête à appareiller pour la Terre sainte,. Aliénor et Bérengère le rejoignent le 30 mars. Le mariage ne peut être célébré immédiatement en raison de la période de Carême. Elle a cependant la joie de retrouver sa fille Jeanne, jeune veuve spoliée de son héritage, qui s'est réfugiée auprès de Richard. Sans attendre, Aliénor confie Bérengère à la garde de Jeanne et repart de Messine le 2 avril. En rentrant elle passe par Rome, où en obtenant du pape, à la demande de Richard, la confirmation de l'élection de Geoffroy comme archevêque d'York, elle le détourne peut-être de toute revendication politique. Elle s'allie pourtant avec lui, à son retour en Angleterre, pour en bannir Guillaume de Longchamp. Le mariage de Richard et Bérengère a lieu le 12 mai 1191 à Limassol, sur l'île de Chypre.
Aliénor passe l'hiver 1191-1192 en Normandie mais doit néanmoins retourner précipitamment en Angleterre pour empêcher son plus jeune fils, Jean sans Terre, le mal-aimé, de trahir son frère Richard. Elle n'y parvient qu'un temps : en mars 1193, il cède le Vexin à Philippe Auguste. Aussitôt, elle l'assiège avec tous les barons anglo-normands (dont Guillaume le Maréchal) à Windsor.
Le 21 décembre 1192, sur le chemin du retour de la croisade, Richard est capturé en Autriche par le duc Léopold V, qui le vend ensuite à Henri VI. Indignée par la nouvelle, et ulcérée par l'absence de réaction du pape Célestin III (qui doit protéger les croisés), Aliénor écrit néanmoins à celui-ci pour lui demander de l'aide et fustiger son inertie. Trois lettres « poignantes », rédigées par son secrétaire, Pierre de Blois, où Aliénor s'intitule « reine d'Angleterre par la colère de Dieu », sont destinées à être rendues publiques,,. Elle parvient à rassembler cent mille marcs sur l'énorme rançon fixée à cent cinquante mille marcs d'argent, équivalant à près de deux années et demi du revenu annuel du royaume d'Angleterre, qu'elle apporte elle-même à Mayence à Henri VI (hiver 1193–1194). Richard est finalement libéré le 4 février 1194.
Le roi, pour marquer son retour en Angleterre et témoigner de sa reconnaissance envers sa mère, procède à un nouveau couronnement et à une ostension solennelle de la couronne dans la cathédrale de Winchester, le 17 avril 1194. Roger de Howden note qu'Aliénor occupe la place d'honneur, face à Richard dans le chœur, tandis qu'aucun chroniqueur n'évoque la présence de Bérengère probablement demeurée sur le continent,,.
En 1194, après avoir réconcilié ses deux fils, Aliénor se retire à l'abbaye Notre-Dame de Fontevraud, où elle prend part à la vie religieuse du couvent sans être moniale elle-même. La blessure de Richard Cœur de Lion au siège du château de Châlus-Chabrol la tire de sa retraite. Il meurt le 6 avril 1199, et elle prend aussitôt parti pour son dernier fils Jean.
Aliénor agit alors, durant cette période intermédiaire entre les deux règnes, en véritable souveraine, « concédant plus de chartes et d'actes publics que pendant tout le reste de son existence ». Agée de soixante-quinze ans, et après avoir ravagé l'Anjou, qui avait soutenu son petit-fils Arthur de Bretagne (fils de Geoffroy II de Bretagne), Aliénor entreprend une grande tournée dans ses domaines, escortée par Mercadier et ses routiers (mercenaires). Elle poursuit sa campagne de pacification et de ralliement de l'Aquitaine, entre la fin avril et la mi-juin 1199. Elle accorde de nombreuses chartes de privilèges afin de rallier à sa cause les ecclésiastiques et octroie des chartes de franchises communales aux bourgeois de plusieurs villes, notamment à La Rochelle, Poitiers, Saintes et Oléron. Ces chartes imposent aux bourgeoisies urbaines une participation conséquente à la défense,.
Entre le 15 et le 20 juillet 1199 à Tours, Aliénor, très habilement, prête hommage au roi Philippe Auguste, pour « le comté de Poitou qui lui revient par droit héréditaire ». Aliénor prévient ainsi toute revendication d'Arthur. Puis le 30 juillet à Rouen, elle souscrit une charte par laquelle elle remet dès maintenant toutes ses terres, et donc l'ensemble de l'Aquitaine, à Jean qui lui en fait à son tour l'hommage. Le même jour, par un troisième acte, Jean se défait du Poitou, au profit de sa mère, à titre viager. Jean n'apparait ainsi que comme l'arrière-vassal du roi de France. Aliénor conseille à son fils d'entamer des pourparlers de paix avec Philippe Auguste. En septembre, sa fille Jeanne qui s'est réfugiée enceinte auprès d'elle à Rouen, meurt en couches à trente-quatre ans.
Après une conférence de paix qui se tient peu après Noël 1199 entre Philippe Auguste et Jean, Aliénor est envoyée en Espagne, en plein hiver, afin de ramener une fille du roi de Castille, une de ses petites-filles, pour lui faire épouser l'héritier de France (futur Louis VIII le Lion). Aliénor doit traverser les domaines des Lusignan. Hugues IX le Brun de Lusignan retient alors Aliénor captive, en raison d'un ancien contentieux avec Henri II. Il ne la laisse repartir qu'en obtenant le comté de la Marche, pour prix de sa liberté. Aliénor ne parvient à la cour de Castille qu'à la mi-janvier 1200. Elle préfère Blanche de Castille à Urraque de Castille parmi deux de ses petites-filles encore « disponibles ». Aliénor et Blanche parviennent à Bordeaux quelques jours avant Pâques (9 avril). Cette enfant deviendra la mère de Louis IX (futur Saint Louis). Le fidèle Mercadier, loyal à ses deux fils, et qui était chargé d'escorter Aliénor, pour lui éviter les dangers de son précédent périple en territoire Lusignan, est assassiné par l'un des soldats du sénéchal de Gascogne, à Bordeaux le 10 avril,.

## Dernières années
Alors qu'Aliénor « âgée et usée par les fatigues de ce long voyage » se rend directement à Fontevraud, la jeune Blanche, accompagnée de l'archevêque de Bordeaux, Élie, continue son chemin vers la Normandie, où elle est remise à son oncle, le roi d'Angleterre. Le mariage a lieu le 23 mai 1200, à Port-Mort, en Normandie, car à cette époque le royaume de France est frappé d'Interdit,,

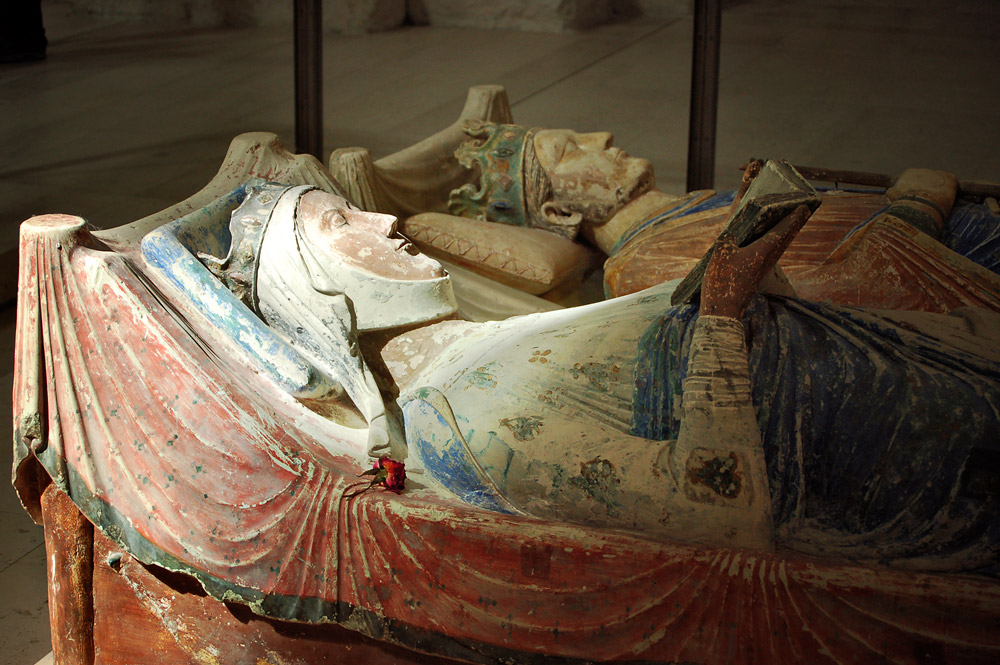
Le gisant couché en tuffeau polychrome d'Aliénor (avec au second plan), à Fontevraud : représentée à une trentaine d'années, coiffée de la couronne royale, les yeux sans regard, avec pour la première fois en Occident médiéval le thème de la femme lectrice (le livre est probablement un psautier, mais aussi l'évocation du Livre de Vie qu'elle lira éternellement).

Lorsque à la fin d'août 1200 Jean rend visite aux Lusignan, récemment investis du comté de la Marche, il décide d'enlever la fiancée d'Hugues le Brun de Lusignan, Isabelle d'Angoulême, qui n'a pas encore treize ans. Plutôt que d'un « rapt », il s'agit plus vraisemblablement d'un accord discret entre la maison Plantagenêt et la maison d'Angoulême. Le mariage est sans doute approuvé par Aliénor car Jean donne en douaire à la jeune fille deux villes lui appartenant (Niort et Saintes), et c'est un proche de la reine, l'archevêque Hélie de Bordeaux qui célèbre le mariage, le 24 août 1200. Le couple est couronné à Westminster le 8 octobre 1200. Mais Jean a omis d'apporter une compensation attendue à la famille des Lusignan et la traite avec mépris. En juin 1201, Philippe Auguste reçoit avec honneur Jean et sa nouvelle épouse. Mais rapidement les Lusignan, s'estimant lésés, font appel , non pas à Aliénor mais directement au roi de France. Philippe Auguste, non sans une certaine duplicité et par une habile argutie juridique, convoque alors Jean, en tant que duc d'Aquitaine et comte de Poitou, en jugement à la cour de Paris,.
Bien que malade, Aliénor avait néanmoins ramené à l'obéissance, vers la fin de février 1201, le puissant vicomte Aimery VII de Thouars, qui s'était révolté. Dans une lettre elle informe Jean, qu'elle peut enfin trouver le repos, ayant empêché le vicomte de Thouars de devenir un dangereux allié des Lusignan,.
Le 28 avril 1202 la cour de France se réunit et en l'absence de Jean, la Commise est décrétée, Jean est déclaré félon, et ses terres continentales sont confisquées. La guerre éclate à nouveau. Philippe Auguste fournit des troupes au petit-fils d'Aliénor, Arthur de Bretagne, âgé de quinze ans, et le pousse à conquérir l'Anjou et le Poitou. La duchesse a pourtant prêté hommage au roi de France pour ses États. En juillet 1202, Arthur menace Fontevraud. Aliénor, à soixante-dix-huit ans, apprenant la concentration de l'ennemi à Tours, doit fuir l'abbaye pour se réfugier à Poitiers, mais ne peut y parvenir. Vers la fin juillet, elle doit s'abriter à Mirebeau où, retranchée dans le donjon, elle est assiégée par Arthur et son armée. Aliénor parvient à envoyer un messager à son fils Jean qui se trouve près du Mans. Jean reçoit le message de sa mère le 30 juillet et au petit matin du 1er août, après un bref combat, Aliénor est libérée et Arthur fait prisonnier avec ses alliés,,,,. Arthur est jeté en prison en Normandie, à Falaise puis à Rouen. Le chroniqueur de Tours, favorable au parti français, relate plus tard qu'Arthur aurait été tué à Rouen, des mains mêmes de Jean, « ivre de vin », le 3 avril 1203 selon les Annales de Margam ,,,.
Après sa délivrance, Aliénor est tout d'abord conduite à Chinon par Jean puis se retire à nouveau à Fontevraud, à l'automne 1202. Elle y apprend, en décembre 1203, la fuite vers l'Angleterre de son fils qui n'est pas parvenu à défendre la Normandie, puis la prise par les armées de Philippe Auguste de Château-Gaillard, le 6 mars 1204,,.
Aliénor meurt à Poitiers,,, octogénaire, « aux calendes d'avril », c'est-à-dire le 31 mars ou le 1er avril 1204,,. Elle a pris le voile des religieuses de Fontevraud sur son lit de mort. Elle est inhumée à Fontevraud où, malgré les saccages et profanations révolutionnaires de 1793, on peut toujours voir son gisant polychrome qui voisine avec ceux de son second mari Henri II Plantagenêt, de son troisième fils Richard Cœur de Lion, et un quatrième gisant en bois polychrome, longtemps attribué à Isabelle d'Angoulême, l'épouse de Jean sans Terre. Selon des recherches récentes, ce gisant, plus modeste, est plus certainement le gisant de Jeanne,. Aliénor a commandité son propre gisant, de son vivant, comme ceux d'Henri et de  Richard. Elle en confie la réalisation, vers 1200, aux sculpteurs qui œuvrent alors pour la nouvelle cathédrale Saint-Pierre de Poitiers,,.

## Arbres généalogiques
Les ducs d'Aquitaine inclus dans ces arbres étaient aussi comtes de Poitiers. On n'a conservé que le premier titre pour alléger le texte et pour respecter la hiérarchie nobiliaire.

### Ascendancecapétiennesimplifiée
(Démontrant la parenté au 4e et 5e degré canonique entre Louis (4 degrés) et Aliénor (5 degrés), en remontant à Robert II le Pieux et Constance d'Arles. Louis et le père d'Aliénor (Guillaume X le Toulousain) étaient cousins issus d'issus de germains.)

### Ascendanceingelgeriennesimplifiée
(Démontrant la parenté au 4e degré canonique entre Henri et Aliénor, en remontant à Ermengarde d'Anjou. Henri et Aliénor étaient cousins issus d'issus de germains.)

## Postérité

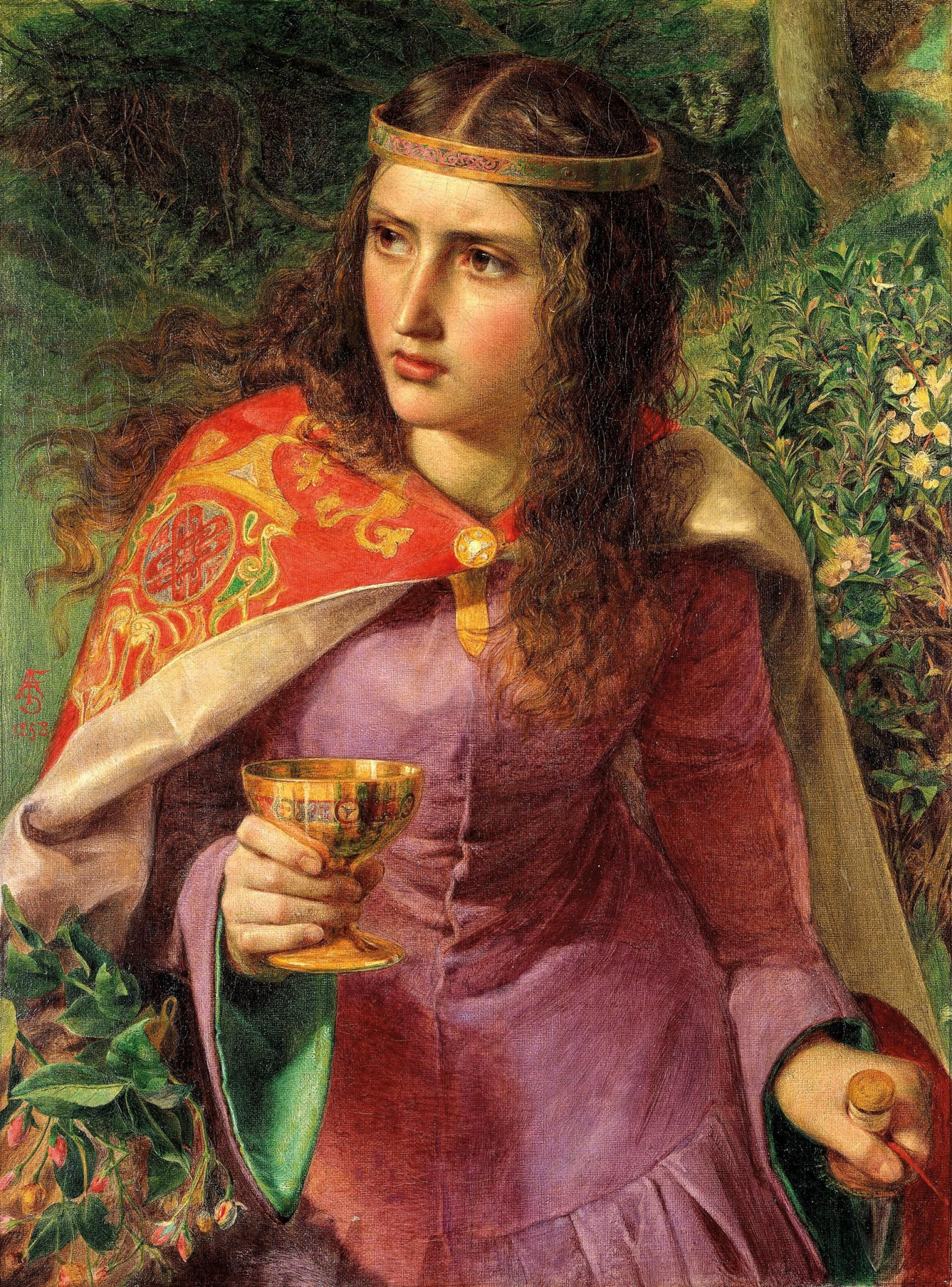
Aliénor d'Aquitaine par Frederick Sandys, 1858, musée national de Cardiff.

Une « légende noire » s'est tout d'abord constituée autour d'Aliénor d'Aquitaine avant sa réhabilitation par les historiens. Ce personnage historique hors norme a inspiré de nombreuses fictions, notamment romanesques.
La représentation d'Aliénor d'Aquitaine sur le mur de la chapelle Sainte-Radegonde de Chinon est sujette à caution : il pourrait s'agir de son fils Henri le Jeune couronné du vivant de son père ce qui lui permettait de porter couronne et manteau à doublure de vair. Cependant pour Martin Aurell et Jean Flori, Aliénor est bien le personnage central de ce groupe de cavaliers, découvert en 1964, sur une paroi de la chapelle troglodyte. Aliénor est peut-être emmenée en captivité par son mari Henri II, après la révolte de 1173-1174. Elle transmet à Richard son pouvoir en Aquitaine, symbolisé par un oiseau, faucon ou aigle. Le commanditaire le plus probable de cette fresque est vraisemblablement Aliénor, après sa libération en 1189. La reine y apparaît couronnée,,,.

### Hommages
Aliénor d'Aquitaine est une des 39 convives attablées dans l'œuvre d’art contemporain The Dinner Party (1979) de Judy Chicago.
Un timbre-poste français est édité en 2004 à l'occasion du 800e anniversaire de sa mort (0,50 €, Yvert et Tellier 3640). En 2014, elle est représentée sur une vignette accolée au timbre (0,61 €, Yvert et Tellier 4859) édité au salon international Passion-Timbres à Poitiers.
Une rose portant son nom a été créée en 2005.
Quatre collèges portent son nom dans le département de la Gironde : à Salles, Martignas-sur-Jalle, Bordeaux et Castillon-la-Bataille, ainsi que, dans le département de la Charente-Maritime, celui du Château-d'Oléron. Un lycée d'enseignement général et technologique à Poitiers porte également son nom.
En 2019, elle donne son nom au nouveau bâtiment qui accueille le campus euro-latino-américain de l’Institut d'études politiques de Paris (Sciences Po) à Poitiers au no 23 de la rue Jean-Jaurès.

### Dans les œuvres de fiction

#### Représentations iconographiques
- Vitrail de la Crucifixion, vitrail, Cathédrale Saint-Pierre, Poitiers, v. 1150-1173.
- Fresque royale, fresque, Chapelle Sainte-Radegonde, Chinon, Fin XIIe siècle.
- Gisant couché en tuffeau d’Aliénor d’Aquitaine, Fontevraud, XIIIe siècle.
- Robinet Testart, « Répudiation d’Aliénor », enluminure, dans Primat, Les grandes chroniques de France. Louis VII le Jeune et Philippe II Auguste / publiées pour la Société de l’Histoire de France par Jules Viard, vol. 6, Paris, H. Champion, 1920-1953.
- Anonyme, Galerie des reines de France, estampe, Gangel et Didion Paulin, Musée de l’Image, Épinal, XIXe siècle.
- Jean-Baptiste Mauzaisse, Le roi Louis VII prend l’oriflamme à Saint-Denis en présence de la reine Aliénor d’Aquitaine et reçoit le bourdon et la panetière du pèlerin des mains du pape Eugène III, Musée national du château de Versailles, Versailles, 1840.
- Émile Signol, Saint Bernard prêchant la Deuxième croisade en présence de Louis VII et de la reine Aliénor, h/t, Musée national du château de Versailles, Versailles, 1840.
- Frederick Sandys, Queen Eleanor, h/t, National Museum and Gallery of Wales, Cardiff, Royaume-Uni, 1858.
- Edward Burne-Jones, Rosemonde et la reine Aliénor, gouache sur papier, Centre d’art britannique de Yale, Yale, États-Unis, 1861.
- Charles Fouqueray, Aliénor d’Aquitaine concède aux habitants de Niort les libertés communales en 1203, peinture sur toile, salle du conseil municipal de l'hôtel de ville de Niort, 1901.
- Louis Charles Auguste Steinheil, Aliénor signant la charte de franchises communales devant les échevins de la ville de Poitiers en 1199, vitrail, salon d'honneur de l' hôtel de ville de Poitiers, vers 1874-1879.
- Martin Mörck, Aliénor d’Aquitaine v.1122-1204, Timbre-poste, Paris, La Poste, 2004.

#### Cinéma

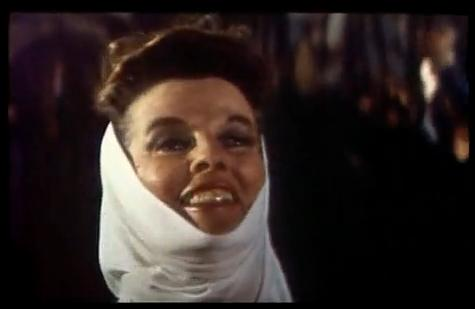
Katharine Hepburn incarnant la reine Aliénor dans Le Lion en hiver (1968).

- Le Lion en hiver d'Anthony Harvey, en 1968, avec Katharine Hepburn dans le rôle d'Aliénor d'Aquitaine.
- Robin des Bois de Ridley Scott, en 2010, avec Eileen Atkins dans le rôle d'Aliénor d'Aquitaine.

#### Télévision
- Ivanhoé, série télévisée de Peter Rogers (1958-1959). Aliénor d'Aquitaine y est incarnée par l'actrice anglaise Phyllis Neilson-Terry.
- Le Lion en hiver (The Lion in Winter) d'Andreï Kontchalovski (2003). Aliénor d'Aquitaine y est interprétée par Glenn Close.
- Émission Secrets d'Histoire intitulée Aliénor d'Aquitaine, une rebelle au Moyen Âge diffusée le 11 août 2015 sur France 2[464].

#### Littérature
- Michel Peyramaure, L'aigle des deux royaumes, Limoges, Lucien Souny, 1993 (ISBN 978-2-905262-72-1, OCLC 30000545).
- Mireille Calmel, Le Lit d'Aliénor, XO éditions, 2001.
- Monique Boulestin, Le Roman d'Aliénor, Éditions du Fil Rouge, 2013.
- Clara Dupont-Monod, Le roi disait que j'étais diable, Grasset, 2014 (ISBN 978-2-24685385-5).
- Clara Dupont-Monod, La Révolte, Stock, 2018 (ISBN 978-2-23408506-0).
- Elizabeth Chadwick, Aliénor d'Aquitaine (trilogie) : t. 1, L'été d'une reine, t. 2, L'automne d'une reine, t. 3, L'hiver d'une reine, Paris, Hauteville, 2023, 2005 p. (ISBN 2381222863)

#### Poésie
- Richard Desjardins, Aliénor, Éditions Lux, 2008.
- Oulipo, Le Livre d'Aliénor, Fontevraud, Abbaye de Fontevraud, 2014.

#### Bande dessinée
- Arnaud Delalande, Simona Mogavino et Carlos Gomez, Aliénor : la légende noire, t. 1 à 6, Delcourt, coll. « Reines de sang », 2012 à 2017.

#### Théâtre
- Benjamin Vincent, Aliénor d'Aquitaine création à Vianne, mise en scène Roger Louret avec Marianne Valéry dans le rôle-titre et Nicolas Briançon, 1986.
- Mathieu Falla, Aliénor ou l'aigle se réjouira, Liège, 1977 (prix de littérature dramatique de la province de Liège).
- Jean Anouilh, Becket ou l'Honneur de Dieu, 1959, où elle figure sous le nom de « la jeune reine ».

#### Internet
- Armelle Deutsch incarne Aliénor d'Aquitaine dans la vidéo YouTube Confessions d'Histoire : Aliénor & Conséquences (ou La Deuxième Croisade)[465].

#### Jeux vidéo
- Dans le jeu Civilization VI et plus précisément dans l'extension Gathering Storm, Aliénor d'Aquitaine peut être jouée en tant que chef de la France ou de l'Angleterre[466].

### Vidéographie
[vidéo] « Aliénor d'Aquitaine et l'Empire Plantagenêt », Martin Aurell (conférencier), 7 décembre 2024, 88:17 min, Pessac, Unipop Pessac (consulté le 14 février 2025).

### CD
Martin Aurell, Aliénor d'Aquitaine, Une biographie expliquée, Vincennes, PUF-Frémeaux & Associés, Collection Figures de l'Histoire, 2018, (4 CD et une brochure), ISBN F044708637.

#### Bases de données et dictionnaires
- Ressources relatives aux beaux-arts :   - British Museum
  - National Portrait Gallery
- Ressource relative à la bande dessinée :   - Comic Vine
- Notices dans des dictionnaires ou encyclopédies généralistes :   - Britannica
  - Collective Biographies of Women
  - Deutsche Biographie
  - Dictionnaire des femmes de l'ancienne France
  - Dictionnaire universel des créatrices
  - Dizionario di Storia
  - Enciclopedia delle donne
  - Enciclopedia De Agostini
  - Gran Enciclopèdia Catalana
  - Internetowa encyklopedia PWN
  - Nationalencyklopedin
  - Oxford Dictionary of National Biography
  - Store norske leksikon
  - Universalis
- Notices d'autorité :   - VIAF
  - ISNI
  - BnF (données)
  - IdRef
  - LCCN
  - GND
  - Japon
  - Espagne
  - Pays-Bas
  - Pologne
  - Israël
  - Catalogne
  - Suède
  - Vatican
  - Norvège
  - Tchéquie
  - Lettonie
- Aliénor d’Aquitaine, la reine hors norme de France et d’Angleterre, Fontevraud